# Silent Hill 3
Silent Hill 3 (укр. Мовчазний пагорб 3) — багатоплатформова відеогра в жанрах survival horror та action-adventure, розроблена японською командою Team Silent і видана Konami. Є третьою частиною серії та прямим сюжетним продовженням першої Silent Hill. Відеогра була випущена на ігровій приставці PlayStation 2 в Європі 23 травня 2003 року, в Японії — 3 липня, в Північній Америці — 5 серпня і була портована на PC компанією Konami Computer Entertainment Tokyo того ж року. HD-ремастеринг Silent Hill 3 у високій чіткості, розроблений Hijinx Studios, з'явився 20 березня 2012 року на платформах PlayStation 3 та Xbox 360.
Сеттінгом Silent Hill 3 є вигаданий всесвіт, що частково нагадує реальний світ, у якому відбувається перетин повсякденної реальності з іншим, альтернативним світом, наповненим монстрами. Дія гри стартує через 17 років після закінчення першої частини, в якій Гаррі Мейсон, після знищення «Бога» культу The Order (укр. Орден), забирає з собою маленьку дівчинку. Головною героїнею гри є молода дівчина на ім'я Гізер (англ. Heather), що стикається із зануренням у світ власних страхів, як у своєму рідному місті, так і в таємничому Сайлент Гілл, куди Гізер вирушає в пошуках розгадки тих подій, що відбуваються з нею. Вона виявляє, що культ планує використати її для народження «Бога», і стає учасницею конфлікту, що наростає всередині окультної організації. Подібно до інших ігор серії, Silent Hill 3 використовує тематику містичного хоррору та характерні для фільмів жахів прийоми його подачі, оповідаючи про людей, що потрапляють у наповнений кошмарами потойбічний світ. Ігровий процес полягає у вирішенні загадок, пошуку необхідних предметів, дослідженні локацій, протистоянні головної героїні та монстрів.
Гра була високо оцінена критикою, що відзначила як виключно високий рівень графічного та звукового оформлення, так і вдале використання загальних для фільмів та літератури жахів елементів та власної традиційної тематики серії. Втім, більшість рецензентів негативно висловилися про деякі елементи геймплею та незручне керування. Silent Hill 3 очолила топ-чарти ігрових продажів у Японії, перебувала в десятці найбільш продаваних ігор Великої Британії та Росії.

## Ігровий процес
Геймплей Silent Hill 3 багато в чому схожий зі своїми попередниками та ґрунтується на трьох основних елементах: бойовій системі, дослідженні локацій та вирішенні головоломок. Загальна тривалість проходження третьої частини серії становить від 7 до 12 годин. У грі використовується вид від третьої особи. Гізер може блокувати атаки та ухилятися від ворогів. Вона також користується ліхтариком та переносним радіоприймачем, який починає витріскувати при наближенні монстрів.
Гравець може вибирати рівні складності для головоломок та бойової системи окремо. Різниця між «середнім» та «важким» рівнями складності головоломок достатньо значна — так, для одного з пазлів достатньо простого правильного розпізнання образів, у той час як та ж головоломка на вищому рівні складності зажадає від гравця знань творчості Шекспіра. На низькому рівні складності деяких логічних задач немає взагалі, а наявні забезпечені великою кількістю підказок. На низькому рівні складності бою вороги набагато слабші та повільніші, а впасти з карниза або потрапити до пастки зовсім неможливо. Чим вище рівень складності, тим сильніші та агресивніші монстри, Гізер частіше промахується, кількість патронів різко зменшується, а ями стають смертельно небезпечними.
У Silent Hill 3 два види зброї — ближнього та дальнього бою. У грі є можливість розблокування нової зброї та костюмів. Класичною холодною зброєю виступає сталева труба (є золота і срібна різновиди), також зустрічається ніж, булава та шокер. До стрілецької зброї належать пістолет, рушниця та пістолет-кулемет «Узі». У грі також можна знайти секретну зброю, таку як енергоочі, вогнемет та лазерний меч. Після проходження гри відображається рейтинг, що враховує рівні складності, час проходження, кількість збережень та інші фактори. У компіляції для Xbox 360 доступно 50 досягнень, з них 22 стосуються до Silent Hill 3. У кожного з них є назва — «В місті новий шериф» (англ. There's a New Sheriff in Town), «Що, пагорб забирай, сталося?» (англ. What the Hill Just Happened?), «Якби погляд міг вбивати» (англ. If Looks Could Kill) та інші.

## Сюжет

### Основна частина
Пролог гри є страшним сном головної героїні Гізер, де вона бродить занедбаним, темним та населеним чудовиськами парку розваг, намагається спуститися рейками «американських гірок» і гине під колесами спускної вагонетки. У цей момент Гізер прокидається. Вона перебуває у великому торговому центрі, вже перед самим його закриттям.
Гізер має намір вирушити додому. З нею намагається заговорити літня людина, що представляється детективом Дугласом Картландом, але Гізер тікає від нього та бродить по порожньому торговому центрі, поступово занурючись у кошмарний потойбічний світ. Тут, крім чудовиськ, головна героїня зустрічає божевільну жінку на ім'я Клаудія, яка натякає на подальшу долю протагоністки і її призначення. Коли Гізер вдається вибратися до реального світу, вона опиняється біля входу в торговий центр, де знову зустрічає Дугласа. Він зізнається, що найнятий Клаудією з метою розшуку головної героїні. Гізер спускається в метро, де знову потрапляє до іншого світу. Шляхом додому, пройшовши через темні потойбічні станції, тунелі метро, каналізацію та офісні будівлі, Гізер зустрічає ще одну дивну людину — якогось Вінсента, що постійно мешкає в світі кошмарів і не відчуває жодних незручностей. Нарешті, Гізер вдається добратися додому, де вона знаходить тіло свого батька, убитого за наказом Клаудії.
Після цього Гізер приймає допомогу детектива Картланда, і вони на автомобілі вирушають в Сайлент Гілл з метою помститися Клаудії. З'ясовується, що батько головної героїні — письменник Гаррі Мейсон, головний герой першої частини серії, а сама Гізер — дитина, народжений від Алесси Гілеспі. Клаудія прагне до народження «Бога» культу від Гізер, оскільки протагоністка є реінкарнацією Алесси. Дорогою до міста Дуглас говорить, що Вінсент залишив повідомлення про необхідність пошуку людини на ім'я Леонард.

Гізер в альтернативному світі бореться зі Спогадом Алесси у парку розваг Lakeside

Після прибуття в покинутий та оповитий туманом Сайлент Гілл Гізер відвідує психіатричну лікарню Брукхевена, де телефоном розмовляє з Леонардом Вульфом. Вульф, який опинився батьком Клаудії та членом культу, несподівано погоджується допомогти їй. Однак при особистій зустрічі Гізер виявляє, що Леонард перетворився на страшне чудовисько, і вбиває його.
Повернувшись до мотелю, Гізер застає там Вінсента, який направляє її через парк розваг в церкву — центр культу, який очолює Клаудія. Після прибуття в парк розваг Гізер потрапляє в інший світ, де знаходить пораненого детектива Картланда. У церкві між Клаудією та Вінсентом розгорається суперечка, під час якої Клаудія вбиває колишнього соратника, заколовши його кинджалом.
Гізер стає погано, оскільки «Бог», що перебуває у неї всередині, намагається з'явитися на світ. Вона відкриває кулон, який їй передав Гаррі, і з'їдає невелику таблетку Аглаофотісу, що зберігалася в ньому. Гізер блює «Богом», що нагадує недорозвинене немовля. Вона намагається знищити «Бога», проте Клаудія проковтує його, стаючи новою богоматір'ю. Главу секти хапає монстр Валтіель та тягне в дірку, протагоністка слідує за нею. Внизу Гізер виявляє, що Клаудія мертва, а біля неї перебуває народжений «Бог». Головна героїня б'ється з ним і, врешті-решт, вбиває. Після битви Гізер, розплакавшись, сідає на підлогу, згадуючи свого померлого батька. Уже зібравшись піти, вона обертається.

### Варіанти закінчення гри
У Silent Hill 3 є кілька можливих закінчень, вибір між якими залежить від дій гравця. Отримання деяких закінчень обумовлюється певною кількістю зароблених очок, які залежать від убитих монстрів та отриманих ушкоджень під час гри. Спочатку розробники хотіли створити чотири закінчення замість трьох. Нереалізованою залишилася ситуація, в якій Гізер могла атакувати Клаудію, одержиму «Богом», що призвело б до народження останнього та смерті головної героїні. У контексті подій, описаних в Silent Hill: Homecoming, істинною кінцівкою є Normal. Сценарист робить наступну ремарку про НЛО-закінчення: «Я думаю, що ті, хто бачив це закінчення, знають — воно пов'язує всі три гри серії, чи не так? Істина в тому, що саме це і відбувається насправді».
- «Нормальна» (англ. Normal) — повернувшись в «Парк розваг», Гізер говорить Дугласу, що нічого ще не закінчилося, поки він живий. Вона наближається до детектива, тримаючи у руках ніж, робить удаваний випад і, сміючись, виправдовується, що це «всього лише жарт». Картланд відзначає, що у Гізер жахливий смак[58]. У титрах головна героїня стоїть біля могили батька[55].
- «Одержима» (англ. Possessed) — Дуглас гине від рук Гізер. Її обличчя не показується, в титрах чорний екран[55].
- «Помста» (англ. Revenge) — жартівлива кінцівка, під час якої Гізер, Гаррі та інопланетяни підривають Сайлент Гілл[59]. Титри демонструються на тлі знищеного міста. У цей момент звучить гумористична японська пісня, виконана розробниками, що висміює персонажів гри. Саме закінчення, на відміну від перших двох скриптових роликів, намальоване в форматі озвученого коміксу[55].

### Персонажі
У грі згадується близько сорока персонажів, ключовими з них є лише шість. Залежно від дій гравця деякі з основних дійових осіб можуть або загинути, або вижити. Так, при отриманні кінцівки Normal гинуть тільки чотири персонажі, Possessed — п'ять, Revenge — ніхто не вмирає. У грі зустрічаються протагоніст з другої частини, Джеймс Сандерленд (він ховається за фіранкою в Revenge-закінченні), Анжела Ороско (її поїдає монстр у торговому центрі) і один з героїв першої Slent Hill (медсестра Ліза зустрічається в альтернативному госпіталі). Характер ключових персонажів відеогри відображений у картах Таро — системі середньовічних символів. Картам надавалося глибоке значення: з давніх часів вони використовувалися з метою передбачення майбутнього. Саме карти Таро висвітлюють характерні риси персонажів відеогри.
- Гізер Мейсон (англ. Heather Mason) — сімнадцятирічна головна героїня та основний персонаж гри[К 4]. За словами розробників, вона «звичайна дівчина, яку можна зустріти де завгодно». Гізер — прийомна дочка письменника Гаррі Мейсона. Є реінкарнацію Шеріл Мейсон та Алесси Гілеспі. Вона грає важливу роль у зусиллях Клаудії Вульф домогтися народження «Бога», оскільки виношує його зародок[18]. Саме тому Гізер отримала безсмертне тіло. Розробники вибрали ім'я протагоністці у честь актриси Гізер Морріс (англ. Heather Morris), що озвучила головну героїню[63]. Частково на це рішення вплинув і твір «Макбет», де зустрічалася фраза «Hills on heath» (укр. Пагорби на пустищі), яка вказує на вимову — «Heather»[64]. Карта Гізер — Дурень, що означає нерозсудливість, потенціал та відчуженість[32]. Сценарист Оваку (англ. Hiroyuki Owaku) згадує, що поява жіночого ігрового персонажу навіяна двома причинами: по-перше, Хіроюкі набридли чоловічі протагоністи, а по-друге, чоловік фізично не може стати матір'ю «Бога»[65]. Гізер Морріс в інтерв'ю зазначала, що їй дуже пощастило отримати головну роль в Silent Hill, оскільки це надало можливість актрисі «заглянути до світу створення відеоігор». На Морріс справили велике враження талановитість та креативність творчого колективу — «це дуже скрупульозний процес, і в створення цього світу навколо мене було вкладено дуже багато роботи». Актриса описала свого персонажа як «круту дівчину і трохи пацанку», яка, незважаючи на свій юний вік, була дуже безстрашною, сильною та цікавою[66][67]. Гізер стала об'єктом косплею на конкурсі Comic-Con 2011 Konami Cosplay[68]. Журнал «Ігроманія» назвав її найреалістичнішою ігровою героїнею «всіх часів та народів»[69].
- Клаудія Вульф (англ. Claudia Wolf) — жінка двадцяти дев'яти років, основний антагоніст гри. Є главою та жрицею секти The Order, якоїсь подоби сатанистської течії[70]. З нею жорстоко поводилися в дитинстві. Клаудія продовжила справу Далії та використовує інкарнацію Гізер для створення нового світу. Вважає, що не буде прощена та залишиться грішницею. Клаудія виглядає старше свого віку, завжди ходить босоніж, говорить загадками. Причина її вчинків криється у щирій вірі і прагненні врятувати душі всіх людей. Творці зазначають, що її доля сумна, і прирівнювати Клаудію до звичайних «лиходіїв» не можна. Вона готова на все, щоб досягти своєї мети — створити рай. Нещасливе життя з батьком стає причиною її самовпевненості. Клаудія має певні магічні здібності — вона може керувати серцями та розумом віруючих, а також поширювати паралельний світ. Ніякого наміру використовувати «Бога» у неї немає. Характер антагоніста натхненний релігійною фанатичкою з фільму «Свята кров», зіграною Бланкою Герра, і має значне відображення в образі Крістабелли з першої екранізації «Сайлент Гілл»[71][72][73]. Персонажа в оригінальній версії озвучує актриса та співачка Донна Берк (англ. Donna Burke)[63], у HD-перевиданні — Лора Бейлі (англ. Laura Bailey)[74]. Карта Клаудії — Верховна Жриця — означає віру, таємницю та догматизм[71]. Донна Берк в інтерв'ю зізналася, що роль Клаудії була для неї особливою. Вона описала антагоніста як сильного персонажа, який «не просто реагує, а діє». Актриса також зазначила, що зовні схожа на Клаудію[75].
- Дуглас Картланд (англ. Douglas Cartland) — літній чоловік, який представився приватним детективом. Найнятий Клаудією для пошуку Гізер. Раніше працював у поліції, звільнився за десять років до подій гри. Його сина убили на місці злочину при спробі пограбування банку. Після смерті Гаррі він відчуває провину за скоєне та супроводжує Гізер в Сайлент Гілл як союзник. Виживання Дугласа залежить від отриманого закінчення. Дуглас згадується в книзі «Через туман — скептик у Сайлент Гілл» у Silent Hill: Homecoming, згідно з якою Картланд успішно викрив діяльність культу[76]. Персонажа озвучує Річард Гросс (англ. Richard Grosse)[63]. Актор помер за сорок три дні до першого випуску гри від печінкової недостатності[77]. Карта Дугласа — Повішений, означає відданість, стійкість та самопожертву. Ця карта висловлює іронічну долю Дугласа, який втручається у справи Гізер, але зрештою не здатний їй нічим допомогти[76].
- Вінсент (англ. Vincent) — молодий хлопець двадцяти чотирьох років. Є священиком культу. Вінсент прагматичніший за Клаудію, — він не поділяє догматичні погляди глави секти та виступає проти її дій. Вінсент створює враження, що перебуває на боці Гізер. На його гроші була збудована церква, в якій його вбиває Клаудія. Незважаючи на охайний вигляд, розробники підкреслюють, що Вінсент — лицемір, який використовує культ для своєї особистої вигоди[57]. «Він завжди так сміється, ніби щось приховує»[78]. Мета Вінсента — заробляти гроші за допомогою церкви. І хоча в його плани входило зв'язати здібності Клаудії та Алесси з церковною вірою, він не бажав заходити настільки далеко, щоб побачити народження «Бога». Саме тому він хотів зблизитися з Гізер та перешкодити здійсненню планів Клаудії[57]. В оригінальній версії гри персонажа озвучує Кліффорд Ріпел (англ. Clifford Rippel), у перевиданні — Юрій Ловенталь[63][74]. Карта Вінсента — Місяць, що символізує занепокоєння, недовіру та мінливість[57].
- Леонард Вульф (англ. Leonard Wolf) — батько Клаудії та колишній лідер The Order. Гізер зустрічається з ним у лікарні Брукхевена, щоб отримати печатку Метатрона, яка, на думку Вінсента, здатна запобігти народженню «Бога». Однак Леонард виявляється монстром. Його теологія дещо відрізняється від богослов'я дочки: він вірить, що тільки члени секти будуть врятовані. Леонард став тією людиною, яка звернула Клаудію у вірування культу. Він мав суворі погляди та фізично карав дочку за поведінку, що не відповідає релігії[71]. Персонажа озвучує Метт Лаган (англ. Matt Lagan)[63].
- Гаррі Мейсон (англ. Harry Mason) — протагоніст першої частини серії. Гаррі в Silent Hill 3 постає як прийомний батька Гізер. До подій основної сюжетної лінії гри Мейсон вбиває одного з членів культу, який дізнався їх місцеперебування. У скриптових роликах його обличчя не показується[К 5][79]. Вбито за наказом Клаудії[80].

## Розробка та реліз

### Творці
Silent Hill 3 була розроблена командою Team Silent, яка є структурним підрозділом Konami Computer Entertainment Tokyo. Створення PlayStation 2-версії гри почалося після випуску Silent Hill 2, практично одночасно з іншим напрямком серії, спочатку не пронумерованим спін-оффом, який в остаточному підсумку став грою Silent Hill 4. Проект був офіційно анонсований у травні 2002 року. Над триквелом працювала відносно нечисленна команда, що складалася із сорока осіб — почасти ті ж люди, що створили Silent Hill 2, у меншій мірі новачки. Невелика група розробників від KCET здійснювала портування на PC для операційних систем Microsoft Windows. У виробництві оригінальної версії гри було задіяно 8 акторів озвучення. Розробкою HD-видання займалася Hijinx Studios. Розробники заявляли, що наполеглива праця Hijinx та Konami зробить з перевидання цінну частину історії Сайлент Гілла, яку будуть чекати як старі, так і нові фанати серії.

### Випуск та перевидання
Silent Hill 3 була випущена на платформі PlayStation 2 в Європі 23 травня 2003 року, в Японії — 3 липня, у Північній Америці — 5 серпня. Версія для PC з'явилася 31 жовтня 2003 року в Європі, Азії та Китаї і 25 жовтня 2003 року в США. Від консольного аналога вона відрізнялася графікою, що підтримувала більш високу роздільну здатність, і можливістю збережень гри у будь-якому місці. Ранній європейський реліз пояснювався «діловими міркуваннями» Konami.
Гра неодноразово перевидавалася — 1 липня 2004 року (видання Konami The Best), 9 червня 2005 року (видання Konami Dendou Collection) в Японії, 5 жовтня 2009 року в Європі. Вона також увійшла до складу збірки Silent Hill Collection, що вийшла 26 квітня 2006 року в Європі, і в бокс-сет Silent Hill Complete Set, що з'явився 6 серпня 2006 року в Японії.
Гра включена до збірки Silent Hill HD Collection, яка, на відміну від попередніх перевидань, відрізняється поліпшеною графічною складовою та підтримкою системи трофеїв від PlayStation Network та Xbox Live Achievements. Крім стандартного дискового, передбачається і цифровий реліз гри у сервісах XBLA та PSN. В Японії перевидання було випущено під назвою Silent Hill HD Edition (яп. サイレント ヒル HD エディション). Томоюкі Цубо (англ. Tomoyuki Tsuboi), президент Konami Digital Entertainment, заявляв:
| Ліві лапки | Ми лякали ціле покоління шанувальників упродовж останнього десятиліття, проте фанати другої та третьої частин Silent Hill не отримували все, що ми могли їм дати. Silent Hill HD Collection пропонує випробувати новий спосіб відчути жах через улюблені ігри серії та показати витоки Silent Hill новому поколінню. | Праві лапки |

Проект був анонсований на виставці Konami Pre-E3 Show 2011 2 червня 2011 року продюсером серії Томмі Хьюлеттом (англ. Tomm Hulett). Спочатку були невідомі ні дати виходу, ні цільові платформи. На п'ятнадцятій міжнародній виставці E3 2011 стало відомо, що перевидання з'явиться виключно на платформі PlayStation 3 восени 2011 року. У кінці червня інтернет-магазин GameStop на сторінці продукту заявив, що збірка буде називатися Silent Hill Re-Mastered Collection та надійде до продажу 20 вересня. 20 серпня, на GamesCom 2011, Хьюлетт анонсував випуск проекту в тому числі і на Xbox 360, представив приклад нового озвучення Silent Hill 2 і повідомив, що звукорежисером перевидання виступить Мері Елізабет Макглінн. 29 серпня 2011 року з'явилися обкладинки колекції та перші два скріншоти з Silent Hill 3. 4 січня 2012 розробники оприлюднили ще 10 скріншотів. Ранні зображення дещо відрізнялися від оригіналу (як приклад, на одному із знімків було відсутнє червоне світло, що ллється з вікна в момент пробудження Гізер у торговому центрі). 20 березня Konami Digital Entertainment представила останню партію з 6 скріншотів із різних версій — старих та тих, що зазнали ремастерінгу. Реліз багаторазово відкладався — спочатку на вересень — жовтень, потім на 1 грудня 2011, далі на 24 січня, на 6 березня 2012. У підсумку збірка була випущена 20 березня в США, 22 березня в Кореї, 29 березня в Японії, 30 березня в Європі і 5 квітня 2012 року в Австралії. У Кореї та Японії колекція була представлена тільки на платформі PlayStation 3; в інших країнах — на обох платформах.

### Технічні особливості та виробничий процес
Відеогра базується на ігровому рушію від Silent Hill 2, в якому поліпшена деталізація інтер'єрів, використовуються нові текстури, графічні фільтри та реалістичне освітлення. Вперше в індустрії була використана опція noise effect, що являє собою візуальний ефект старої кіноплівки. У грі присутні лише скриптові ролики, оскільки, на думку сценариста, заздалегідь відрендерене відео «порушує плин гри». Ряд специфічних особливостей лицьової анімації неможливо перенести за допомогою технології захоплення руху, тому, крім технології Motion capture, було прийняте рішення використовувати відеозаписи акторів озвучення. Кадрова частота гри становить 30 кадрів на секунду.
Процес motion capture Гізер Морріс відбувався кілька днів, упродовж яких були записані ходьба, стрибки, перестрибування, стрибки та нирки різних розмірів та форм. «Мені доводилося годинами крутити головою та нахиляти її, оскільки це було необхідно для створення основи реалістичної поведінки персонажа», — відзначала Морріс. Для Гізер це була перша робота із захопленням руху, під час якої їй допомагали Джеремі Блаустейн (англ. Jeremy Blaustein) і її навички тхеквондо.
Актрисі доводилося одягати чорний одяг, що обтягувало тіло, на який приєднувалися датчики руху. Перші кілька днів робота була зосереджена на незначних рухах, ходьбі, бігові, диханні. У подальшому процес був ускладнений, актриса займалася лазінням по риштуванні, зіскакуванням із об'єктів різної висоти та битвами з монстрами. Для надання рухам реалістичності використовувалися кілька різних технік — «Я добре пам'ятаю, як один з членів <…> команди прив'язав до моєї ноги амортизувальний трос і тягнув за нього знизу, імітуючи собаку, що вчепилася в моє стегно». Після були записані дії з іншими акторами, де важливими складовими були як фізичне розташування артистів в просторі щодо датчиків, так і природність сцен. Під час звукозапису відбувалося дуже багато кумедних ситуацій. Згодом з аудіодоріжок доводилося вирізати регіт.
У перевиданні Silent Hill HD Collection були зроблені значні поліпшення візуальних ефектів, заміна застарілих текстур та зміни в освітленні. Роздільна здатність гри склала 720p. У проекті була представлена нова озвучка, здійснено ремастеринг саундтреку та підтримка звуку формату 5.1. Незважаючи на численні відстрочки у виході компіляції та загальний термін розробки більше двох років, після релізу збірки у ній було відмічено безліч недоробок: погана продуктивність, проблеми з синхронізацією та звуком. 21 березня 2012 року з'явився патч, розмір якого склав 297 мегабайт. Він модернізував HD-видання до версії 1.01 і призначався тільки для колекції на платформі PS3. Однак після його установки залишилися без змін періодичні зависання, помилки у кат-сценах та проблеми з текстурами. Представники Konami запропонували гравцям для вирішення технічних питань звернутися до сервісу підтримки. Наступний патч з'явився лише 11 липня; він виправляв проблеми, пов'язані з частотою кадрів, синхронізацією голосів та відображенням туману.
Причина великої кількості упущень полягала в тому, що Konami втратила вихідні матеріали другої та третьої частин серії, і Hijinx Studios працювала з бета-версією збірки оригінального коду. Тому команді доводилося мати справу як з багами, пов'язаними з портуванням, так і з іншими помилками, які були свого часу виправлені Team Silent. Художники витратили багато часу на перенесення дрібних деталей, на зразок написів на стінах та інших об'єктах, які практично неможливо було побачити на консольних оригіналах. Багато складових, у тому числі текстури та звукові файли, бралися із скомпільованих версій ігор. «Беручи до уваги не зовсім стандартний підхід до створення оригінальних Silent Hill 2 та Silent Hill 3, це додало нам величезну кількість унікальних проблем. Можу заприсягтися, що у свій час модель Гізер була синього кольору», — говорив Г'юлетт.
У збірці в Silent Hill 3 є лише нова озвучка. Початкове озвучення відсутнє, як заявили представники видавця, через «технічні та організаційні чинники». Гізер Морріс заявила, що ніхто з Konami і не намагався з нею зв'язатися, а про випуск компіляції вона дізналася випадково. Актриса повідомляла: «Я щиро вдячна та пишаюсь тим, що люди цінують мою роботу над Silent Hill 3 <…> Сподіваюся, що всім шанувальникам сподобається образ Гізер у виконанні нової актриси так само, як і раніше — в моєму».

### Логотип
Дизайнером Дейсуке Накаяма (англ. Daisuke Nakayama) було розроблено 8 різних логотипів гри, але зрештою в грі використовувався тільки один. Перший був розкритикований Хіроюкі Оваку, як такий, що не відображає образ гри, другий не був задіяний з причини подібності до лого Winning Eleven 6; третій не прийнятий через стилістичні подібності з другою частиною серії; четвертий та п'ятий були охарактеризовані як безатмосферні; шостий описаний як готичний, але такий, що не передає потрібного впливу; сьомий забракований як швидкоплинний та нестабільний. Фінальний варіант, створений 25 травня 2002 року, за словами сценариста, був яскравий та передавав глибинний страх. Саме його і вирішено було задіяти у проекті.

### Трейлери, демоверсії та виставки
Для Silent Hill 3 було випущено чотири офіційні трейлери. Перший з'явилося 23 травня 2002 року на виставці Electronic Entertainment Expo (уривки з нього були показані пресі за день до E3 у театрі Dolby міста Бербанк, Лос-Анджелес). Його тривалість становила 3 хвилини 22 секунди, він демонстрував фрагменти деяких ігрових роликів та власне геймплейне відео під інструментальну композицію «You're not here».
Другий побачив світ 21 вересня 2002 року на виставці Tokyo Game Show у Японії. Його тривалість становила 5 хвилин 31 секунду, у трейлері звучали композиції «You're not here», «Dance with Night Wind» і змінена версія «Innocent moon». На TGS була представлена і демонстраційна версія гри, в якій був наявний тільки перший рівень — парк розваг.
Третій трейлер з'явився в День Геймерів (англ. Gamer's Day) 15 січня 2003 року, його тривалість становила 1 хвилину 58 секунд, у ньому також використовувалася укорочена версія треку  «You're not here», цього разу з вокалом. Там же була представлена друга демоверсія, яка фрагментарно включала в себе такі локації, як торговий центр, метро та офісна будівля. Silent Hill 3 назвали «найвизначнішою грою майбутнього сезону». Демонстрація проходила в театрі Dolby. На презентації були присутні Акіра Ямаока, Масахіро Іто, директор американського підрозділу Konami Кен Огасавара (англ. Ken Ogasawara) та понад п'ятдесят журналістів.
Релізний трейлер був представлений на виставці E3 2003 14 травня 2003 року. Його передував напис «The fear of blood tends to creat [sic] fear for the flesh» (укр. Страх за кров народжує страх за плоть). У трейлері звучали такі композиції, як «Innocent Moon» і повна вокальна версія «I want love (studio mix)». У ньому також зустрічалися фрагменти відео з першої частини Silent Hill. Загальна тривалість трейлера — 6 хвилин 39 секунд. На виставці гру представляли композитор Ямаока та старший менеджер проекту Хіротака Ісікава (англ. Hirotaka Ishikawa).
Проект перевидання був представлений на Tokyo Game Show 2011, під час якої поширювалися листівки з коротким описом сюжету. Іграбельна демоверсія Silent Hill HD Collection з коментарями Томмі Хьюлетта була оприлюднена у вигляді ролика 4 січня 2012 року ексклюзивно для ресурсу GamesRadar. Тривалість відео становила 5 хвилин 16 секунд, у ньому демонструвався перший рівень. 13 січня 2012 року з'явився трейлер компіляції. Тривалість відео — 34 секунди. У ньому звучав мікс з композицій «Innocent moon» та «The darkness that lurks in our mind». У ролику показувалася нарізка з відеороликів другої та третьої частин серії, а також короткі витяги з рецензій IGN та GamePro. Відео супроводжувалося закадровою мовою Мері та Гізер: «In my restless dreams, I see that town. Silent Hill. It this is dream…? It's got to be! But when am I gonna wake up?» (укр. «У своїх неспокійних снах, я бачу це місто. Сайлент Гілл. Це сон...? Повинен бути! Але коли я прокинусь?»).

### Реклама та пов'язана продукція
Вихід Silent Hill 3 супроводжувала рекламна кампанія. Для Великої Британії був випущений тридцятисекундний ролик, що являє собою нарізку з різних фрагментів — обертової каруселі; очей; стріляючої зброї; обгорілої ляльки, увінчаної голками; численних лез і скальпеля, що розрізає фотографію Гізер. Для США було змонтовано тридцятисекундне відео, яке складається з уривків ігрових відеороликів, що супроводжувалося закадровою мовою: «Care on your light — and I see you. Make a sound, and I hear you. If you think can scary been lost, just wait you found» (укр. Вийдеш на світло — і я побачу тебе. Видаси звук — і я почую тебе. Якщо ти думаєш, що загубитися — це страшно, просто почекай, поки тебе знайдуть).

Ранній ескіз Клаудії Вульф (ліворуч) та її остаточний вигляд (праворуч)

Також був зрежисований 138-секундний ролик «Usagi» за авторством Такайосі Танаки, Акіри Ямаока та Сасуке Хонда. У ньому, під музичний супровід у стилі техно, було представлено бачення життя зайців, які зустрічалися в Silent Hill 3. Показувалися «мертві» зайці на медичних каталках, закривавлені зайці в рухомих ліфтах, медичних кріслах, моргах та інше. У відео активно використовувався класичний хоррор-прийом судомного нелюдського трясіння головою, що полягає в різниці швидкості відтворення ритмічного погойдування головою, що створює страхаючий ефект. Відео увійшло до офіційної збірки Lost Memories «The Art & Music of Silent Hill». Заєць Роббі зустрічався і в численних роликах, як у тих, що відносяться до серії («Silent Hill Robbie»), так і у тих, що безпосередньо не пов'язані з нею («Robbie the Rabbit» версії 2007 року, «Dance Evolution Dance Masters Silent Hill Robbie!!!!!»), а також в іграх Silent Hill 4: The Room, Silent Hill: Homecoming, Silent Hill: Downpour і у низці інших.
2003 року компанією We produktions спільно з Konami був випущений документальний фільм, під назвою «Silent Hill 3: Naissance d'une renaissance» (укр. «Сайлент Гілл 3: Народження для відродження»), режисером якого виступив Ніколас Беуглет (англ. Nikolas Beuglet). Мова оригіналу — англійська, а також фрагментарно японська та французька. У фільмі творці розповідають про розробку відеоігри, концепції, вплив та пояснюють основні хитросплетіння сюжету. Тривалість становить 24 хвилини 24 секунди, саме відео поділено на п'ять розділів — «Генезис» (фр. «La Genese»), «І Бог створив жінку» (фр. «Et Dieu crea la femme»), «Голос ангела» (фр. «La voix de l'ange»), «Монстри з пекла» (фр. «Les monstres del l'enfer») та «Спокуса сумнівом» (фр. «La tentation du doute»).
По відеогрі було випущено чотири офіційні керівництва — «Official Complete Guide», «Official Guidebook», «Navigation File» та «Strategy Guide». Перші три видання призначені для Японії, останнє для США. Обсяг друкованої продукції різний: від 143 сторінок до 360. Видавцями виступали різні компанії — NTT Publications, Futaba Publication, New Age та Brady Games. Достатньо широко Silent Hill 3 висвітлюється і в путівнику по перших трьох іграх «Book: Lost Memories». Серед іншої друкованої продукції виділяється 288-сторінковий роман 2007 року «Silent Hill 3: The Novel», що є літературною адаптацію японською мовою за авторством Садаму Ямасіта (англ. Sadamu Yamashita). Також обмеженим тиражем був випущений ілюстрований альбом «Drawing Block: Silent Hill 3 Program», поширюваний разом з двома плакатами.
У липні 2003 року в японському магазині Konami Style можна було купити 5 різних футболок будь-яких розмірів за тематикою гри, названих як SEXY Heather 1, SEXY Heather 2, USA, Heather та Robbie. З 10 грудня 2010 року цей же магазин надавав можливість придбати 30-сантиметрову колекційну фігурку Валтіеля, створену в масштабі 1 до 6. На заході Wonder Festival 2012 була представлена фігурка Місіонера (англ. Missionary), одного з босів гри, заввишки 23 сантиметри, створена з твердої смоли. При оформленні попереднього замовлення Silent Hill HD Collection через європейську мережу роздрібної торгівлі Zavvi.com можна було безкоштовно отримати футболку з написом «Welcome to Toluca Lake» (укр. Ласкаво просимо на озеро Толука).

### Концепція

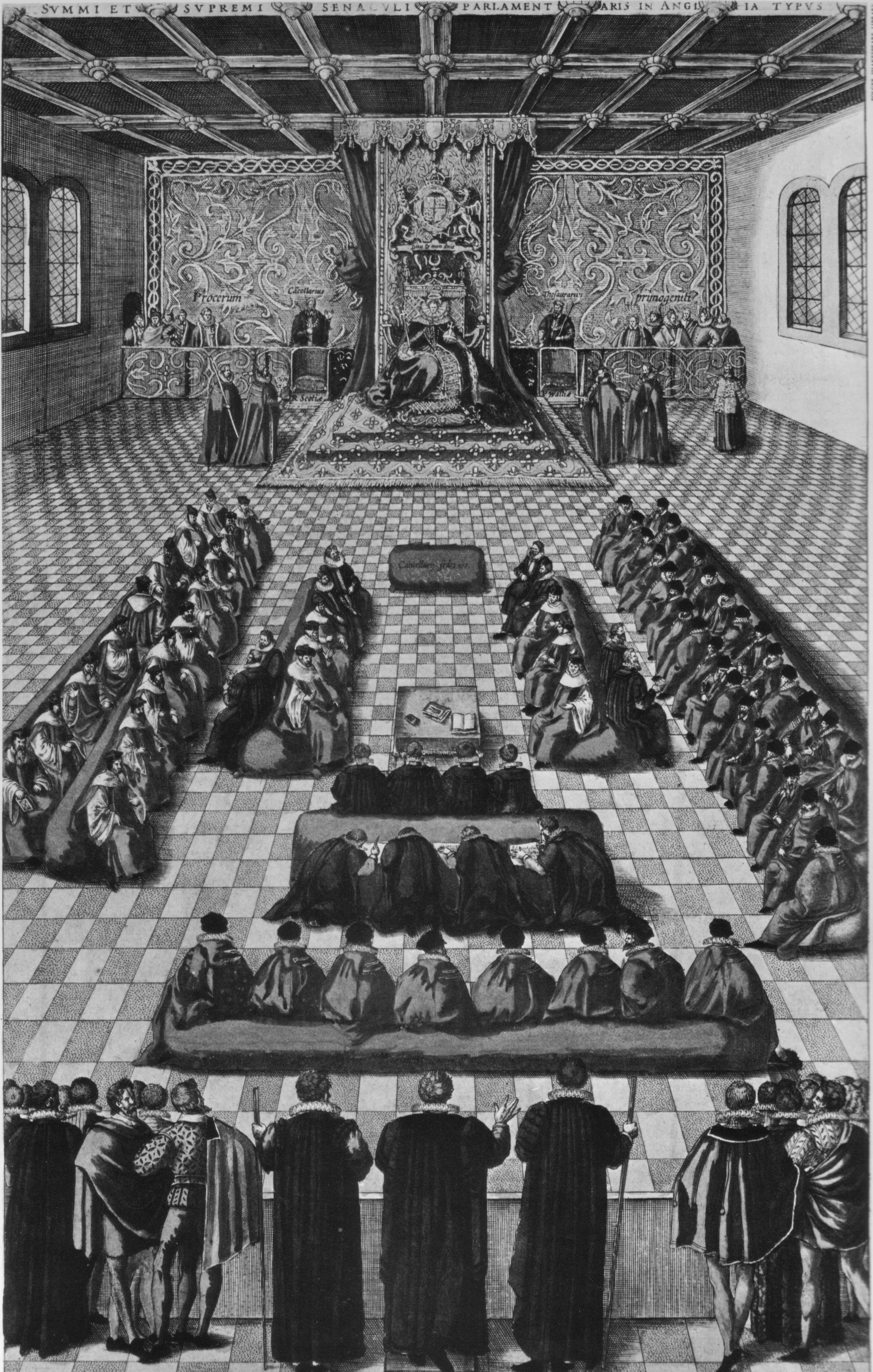
Ілюстрація Парламенту Великої Британії XVI століття. Ідея розташування лавок колом була використана в інтер'єрі церкви культу для того, щоб кожний з парафіян міг безперешкодно дивитися на дійство в центральній частині приміщення

Сценарій відеогри, спочатку написаний японською мовою, був готовий до моменту виходу Silent Hill 2. Для того щоб вдихнути життя в англомовну версію тексту, проводилися численні перевірки оригіналу та перекладеного варіанту сценаріїв. З початку розробки, у 2001 році, Team Silent проробляла основний компонент Silent Hill 3 — відчуття страху. Творці хотіли відійти від формули, що задається у другій грі серії, де страх нагнітався поступово. Гравця лякала тиша, що переходить в неспокій, що потім переростає в жах. У Silent Hill 3 використаний принципово інший підхід: «Ми хотіли створити більш жорстоке, наочне почуття страху. Щось шокуюче, що контрастує з атмосферою попередньої частини», — говорив Хіроюкі Оваку. «Ми зробимо гру, яка буде настільки страшною, що люди спробують кинути її — але продовжать грати, оскільки не знайдуть сил відірватися… Наша мета — перевершити очікування аудиторії», — вторив Кадзухіде Накадзава, який заявляв на стадії розробки, що постарається представити відеогру новою градацією жаху. Керівник проекту так прокоментував концепцію триквела:
| Ліві лапки | SH3 стане найстрашнішою грою серіалу. Хтось у нас у команді не міг втілити всі свої ідеї в попередніх частинах, і ось тепер люди вільно реалізують їх тут — це стосується як візуальної сторони, так і сценарію. Плюс, під час роботи над приквелом ми отримали чимало уроків, і весь цей досвід дозволить зробити гру, що по-справжньому лякає. | Праві лапки |

Одна з основ нового підходу — реалістичність. Так, для ігрових рівнів, таких як церква та метро, є реальні прототипи. Обстановка у церкві частково навіяна архітектурою Британського парламенту. Локація в парку розваг Borley Haunted Mansion названа на честь Борлі Ректорі — розташованого в Англії вікторіанського особняка. Деякі карти, що трапляються в грі, були намальовані п'ятирічною дитиною, сином одного з дизайнерів. При створенні монстрів використовувався символізм, а також криваві ефекти, «яких ніхто раніше не бачив». Ідея перенесення частини подій в інше місто закріпилася через бажання команди Team Silent включити до гри локації, яких не може бути у невеликому Сайлент Гіллі.
Акіра Ямаока у відповідь на питання, чи розуміє він, що відбувається в серії, заявив, що йому цікаво, чи розуміє все повністю хоч хто-небудь, крім самого Оваку. Композитор був здивований, дізнавшись, що гра частково заснована на психоаналітичних теоріях Зигмунда Фрейда. Сценарист зазначив, що сам до кінця не усвідомлював значення Валтіеля, поки при підготовці до виходу керівництва «Lost Memories» Іто не пояснив його значення. Керівник проекту заперечував думку про спрощення історії, оскільки, на його думку, справді страшним може бути тільки щось невідоме, невивчене та незрозуміле. Інший погляд на сюжет був у Такаесі Сато, одного з ключових творців Silent Hill 2: «Мені подобається глибокий, інтроспективний, психологічний хоррор. Мені подобаються історії, де лиходії насправді не злі зовсім — вони просто мають свої цілі і переслідують їх. У Silent Hill 3 не відчувалося якогось глибокого підґрунтя. Як на мене, так SH3 — звичайний хоррор, вже не психологічний».
У серії ігор Silent Hill часто використовується так звана «туалетна тема». У Silent Hill 3 перший раз альтернативний світ починає проявляти себе після того, як головна героїня відвідує дамську кімнату. Розробники пояснюють, що це пов'язано з японською «страшилкою», що покликана лякати дітей. Відповідно до цієї історії, дитина, яка провалилась в дірку туалету, не може з неї вибратися і безслідно зникає. Це є свого роду посилом як до японських звичаїв взагалі, так і до традицій серії зокрема.
Червоний колір є домінуючим у Silent Hill 3. Він символізує кров і найбільш наочно демонструється в момент пробудження Гізер у торговому центрі. Світло заходу сонця, що ллється в той момент з вікна, набагато яскравіше, ніж воно може бути насправді. Натхненням для цієї сцени послужила сама природа — саме восени у Токіо небо під час заходу має червонуватий відтінок. Іншим важливим кольором був помаранчевий, що позначає полум'я.

### Вплив

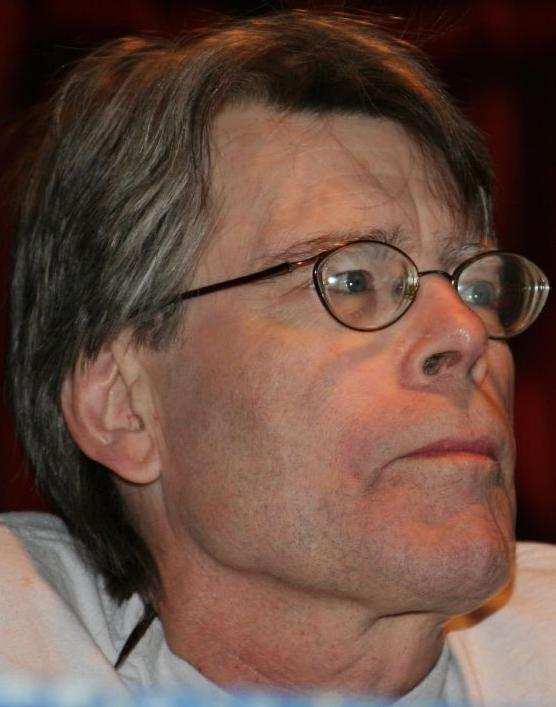
Стівен Кінг — представник жанру хоррор, що зробив значний вплив на серію Silent Hill

Як і на всю класичну лінійку ігор Silent Hill, найбільший вплив на Silent Hill 3 надав фільм «Сходи Якова». Одна із станцій у метро у грі носить назву Берген Стріт, що дублює назву станції з фільму. Також трапляються відсилання до низки художніх фільмів, серед них: «Дев'ята сесія» (англ. Session 9) Бреда Андерсона (англ. Brad Anderson), «Суспірія» Даріо Ардженто, «Нова надія» Джорджа Лукаса, «Голова-ластик» Девіда Лінча, «Підкидько (англ. The Changeling)» Пітера Медака, «Кладовище домашніх тварин» Мері Ламберт, «У пащі божевілля» Джона Карпентера, «Дзвінок» Хідео Накати, «П'ятий елемент» Люка Бессона, аніме-серіал «Сейлор Мун» і низка інших. Існує й зворотний вплив Silent Hill 3 на сінематограф, зокрема на першу екранізацію — «Сайлент Гілл» режисера Крістофа Гана. Відсилання доволі різноманітні — починаючи цитуванням персонажів, продовжуючи відтворенням предметів обстановки та закінчуючи повторенням обставин убивства головних героїв. У проекті представлені три прямі ігрові відсилання — одне приводить до відеогри Metal Gear Solid, інше — до серії Resident Evil, третє — до аркади Pac-Man, хоча трапляються і опосередковані на Max Payne та American McGee's Alice.
Розробники також відзначили, що одним з письменників, що зробили вплив на відеогру, був романіст, який працює в жанрі жахів, — Стівен Кінг; зокрема, його твори «Туман» із збірки «Команда скелетів» та «Керрі». Серед інших робіт творці особливо виділяють «Фантоми» (англ. Phantoms) та «Двері в грудень» (англ. The Door to December) Діна Кунца, «Тоно Моногатарі» фольклориста Куніо Янаґіта, «Інугамі» та «Сікоку» Масако Бандо, «Жало» Роберта Маккамона, «Людина-ящик» авангардиста Кобо Абе, «Чорний кіт» Едгара По. У грі трапляються алюзії і на класичні казки: «Алісу в Країні Чудес» Льюїса Керрола, «Попелюшку» Шарля Перро, «Мудреця із Країни Оз» Френка Баума, «Білосніжку» братів Грімм та «Матінку Гуску». Одну з казок, «Чудовисько та чарівниця», творці придумали самі. Крім того, порушена й «доросліша» література за авторством Шекспіра — «Гамлет», «Ромео і Джульєтта», «Король Лір», «Отелло» та «Макбет». Драматичність, характерна для цих трагедій, має міцний зв'язок з тематикою гри.
Розробники черпали натхнення в нестандартних роботах японських манґака Даідзіро Морохосі (англ. Daijiro Morohoshi) («Випадок з Сіорі та Сіміко за участю щойно відрізаної голови») та Юнідзі Іто («Місто без вулиць»). Серед інших діячів образотворчих мистецтв, що зробили вплив на гру, були художники Ієронімус Босх, живописець Пітер Брейгель, експресіоніст Френсіс Бекон, сюрреаліст Сальвадор Далі, реаліст Ендрю Ваєт та Енді Воргол. Релігія культу, що згадується в Silent Hill 3, частково перегукується з Кабалою.
Усі тринадцять вулиць Сайлент Гілла, які позначені на карті у другій та третій частинах серії, названі на честь письменників. В їх число входять автор фентезі Роберт Натан (англ. Robert Nathan), драматург Девід Вілтц (англ. David Wiltse), автор містичних романів Девід Ліндсей, детективний романіст Ендрю Ваксс (англ. Andrew Vachss), Девід Мартін, що спеціалізується на психологічних трилерах, Вільям Катц, який працює в жанрі науково-фантастичного саспенса, письменник жанру магічного реалізму Джонатан Керрол, а також Лоуренс Сандерс (англ. Lawrence Sanders), Річард Нілі, Томас Гарріс, Джон Саул, Рональд Мансон та Рут Ренделл.

### Дизайн персонажів
На персонажів Silent Hill 3, як і в попередній грі серії, вплинули реальні артисти. Кожна з чотирьох основних дійових осіб детально опрацьовувалася, у неї були свої відмінні риси. Творці прагнули зробити персонажів максимально живими, такими, якими б вони виглядали у реальному житті. Розробники вважають, що відносно невелика кількість героїв триквела пішла тільки на користь проєкту.
Спочатку команда творців хотіла назвати головну героїню Хелен (англ. Helen), однак це ім'я назвали надто старомодним і змінили на ім'я актриси, що озвучила героїню. Спочатку Team Silent представляла Гізер милою, юною і невинною дівчиною, — але від цієї ідеї було вирішено відмовитися. Сінґо Юрі (англ. Shingo Yuri), дизайнер персонажів, використав як орієнтир для образу Гізер риси зовнішності двох знаменитих актрис, які прославилися своїми ролями у підлітковому віці, — Софі Марсо та Шарлотти Генсбур. Уявлення про образ протагоністки різнилося у чоловічої та жіночої половини розробників. Так, Сінґо хотів зобразити Гізер з прямим волоссям і в джинсових бриджах, у той час, як його колеги-жінки наполягали на хвилястому волоссі та спідниці, що оголює ноги. Ці риси повинні були надавати персонажу жіночність та сексапільність, тому Юрі піддався на вмовляння, поступившись жіночому відчуттю моди.
Дуглас Картланд отримав своє ім'я на честь популярного актора 20-х років Дугласа Фербенкса. Розробники відзначили, що іншого зв'язку з тезкою у персонажа немає. Образ непримітного приватного детектива сформувався на ранніх етапах розробки та закріпився аж до релізу гри. Творці пояснили, що Дуглас зачісує волосся назад з метою приховати лисину. Прототипом ескізів Картланда були актори Джанкарло Джанніні та Іен Холм.
Персонаж Клаудії Вульф був найскладнішим для розробників. Ранні ескізи свідчать про те, що Клаудія могла виглядати як мусульманка в паранджі, жінка з довгим шлейфом сукні, молода дівчина в строгому костюмі, лиса татуйована жінка — проте всі ці архетипи були відкинуті. За задумом Team Silent, зовнішній вигляд антагоніста повинен вселяти страх; виглядати дивно, загадково та консервативно. Зрештою творці знайшли баланс, побачивши незвичайну фотографію з журналу мод, — модель була безбровою, що не давало можливості визначити її почуття. Взявши за основу образ Джуліанни Мур, вони прибрали брови та злегка підкоригували пропорції обличчя. Спочатку антагоністка називалася Крісті (англ. Christie), однак воно було визнано «занадто милим» та згодом замінене. Персонаж названий на честь італійської актриси Клаудії Кардинале.
Вінсент отримав своє ім'я на честь Вінсента Галло; їхня спільна риса — неголеність. Костюм персонажа в грі достатньо офіційний, розглядалися й інші стилі — неохайний «вуличний» та повсякденний одяг. Під час розмови одне його око не дивиться на співрозмовника. Ця деталь запозичена у Джефрі Гоінса у виконанні Бреда Пітта з фільму «12 мавп». На ранній стадії розробки творці орієнтувалися на образ американського актора та літератора Ітана Хоука. Риси акторів підкреслюють «нервозність та мінливість настрою» персонажа.

Візуальні архетипи персонажів
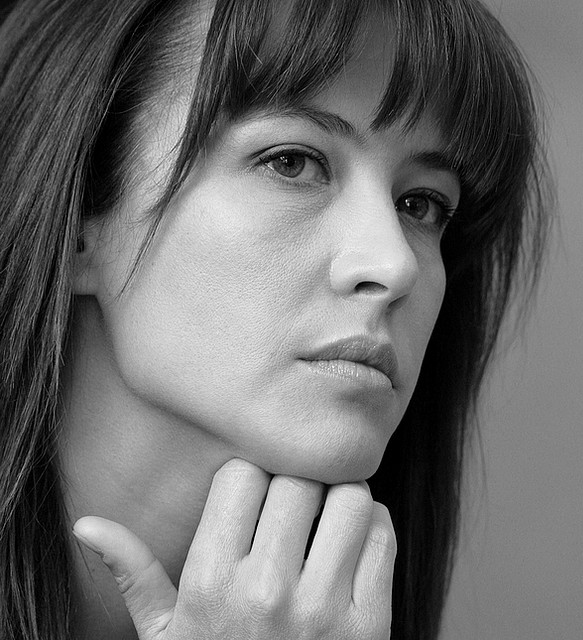
Софі Марсо
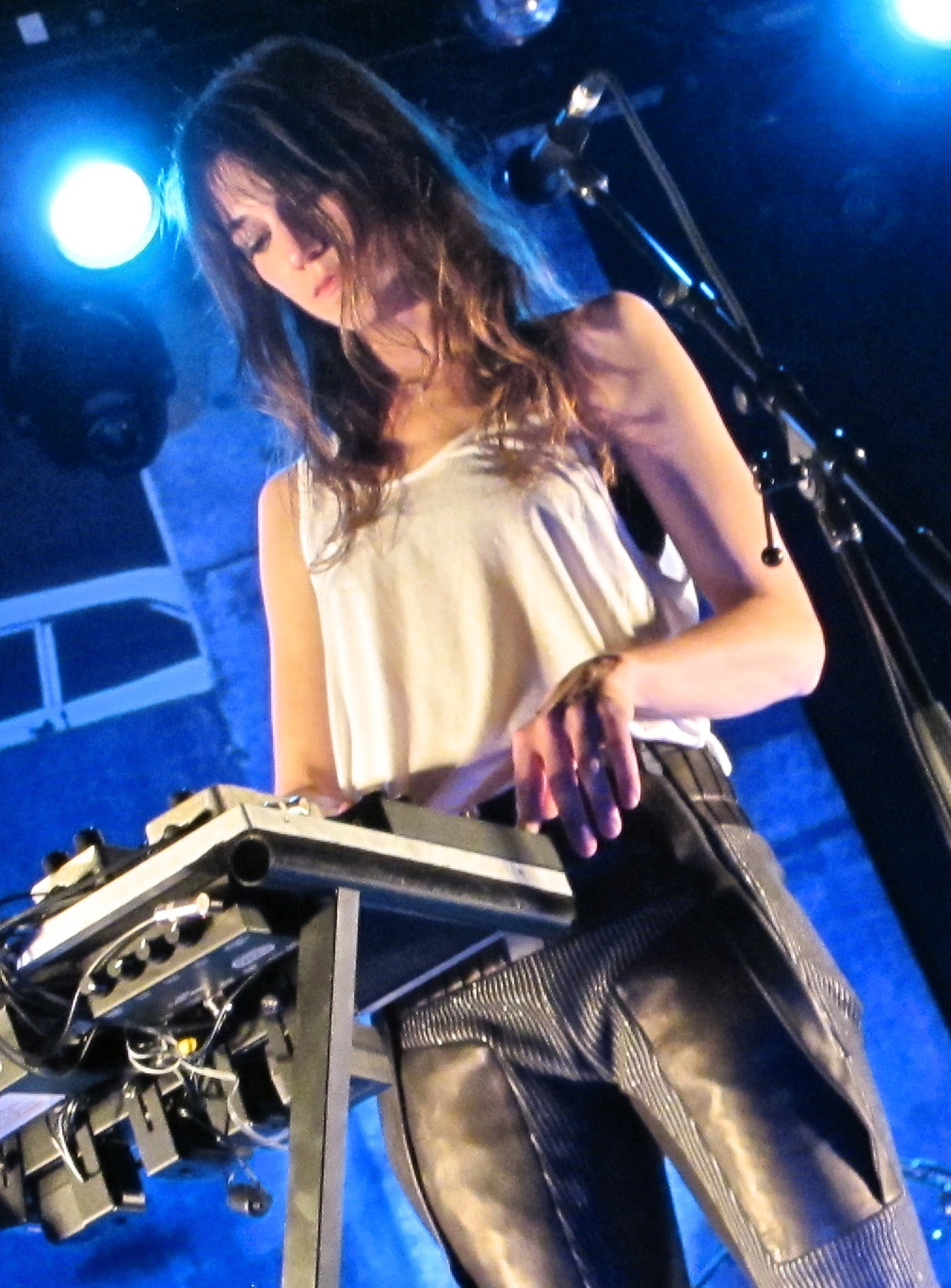
Шарлотта Генсбур
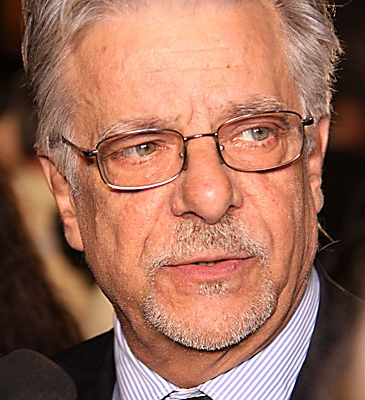
Джанкарло Джанніні
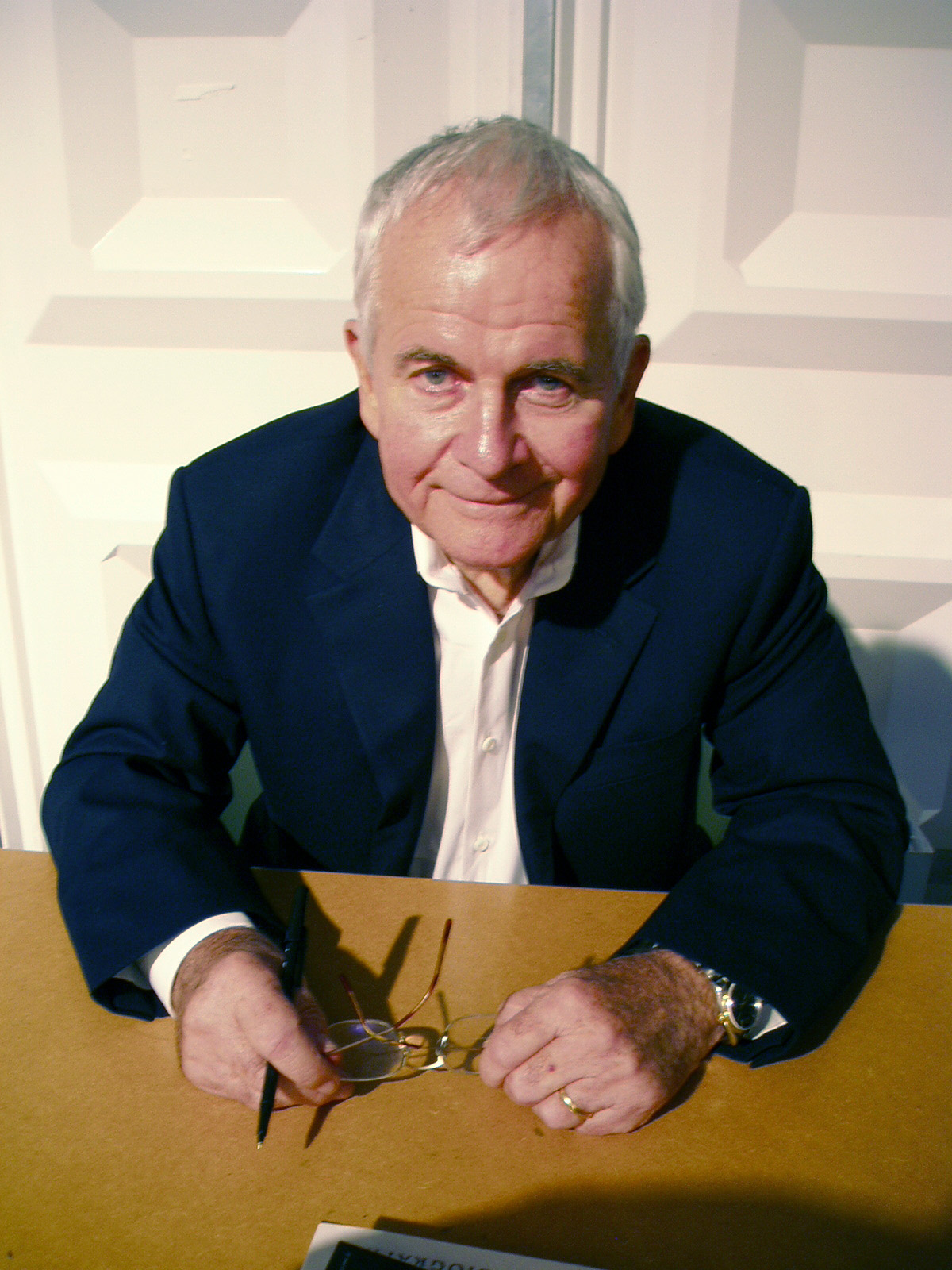
Іен Холм
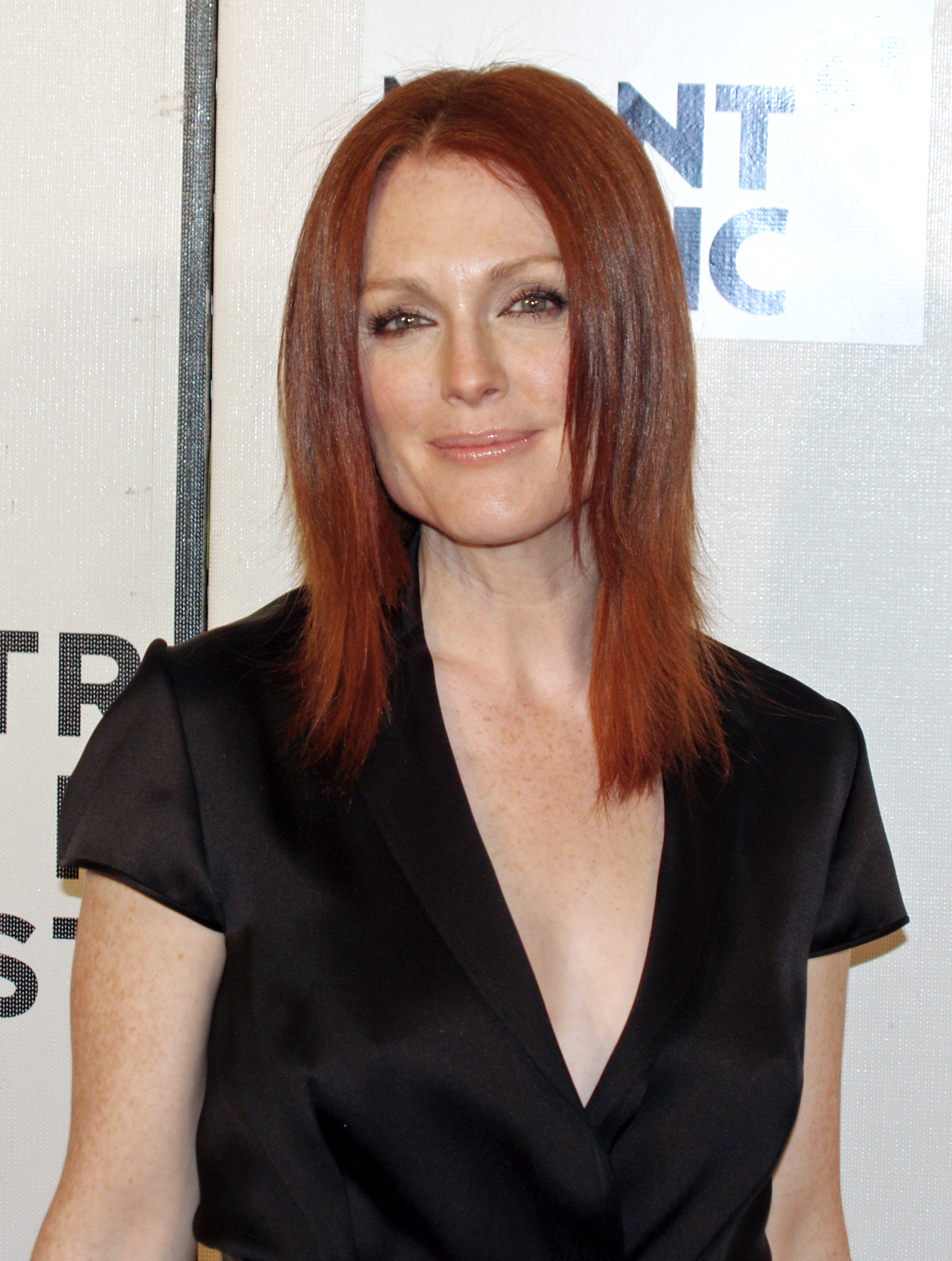
Джуліанна Мур
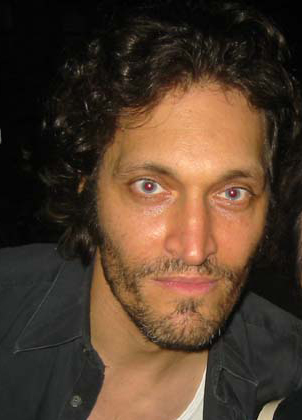
Вінсент Галло
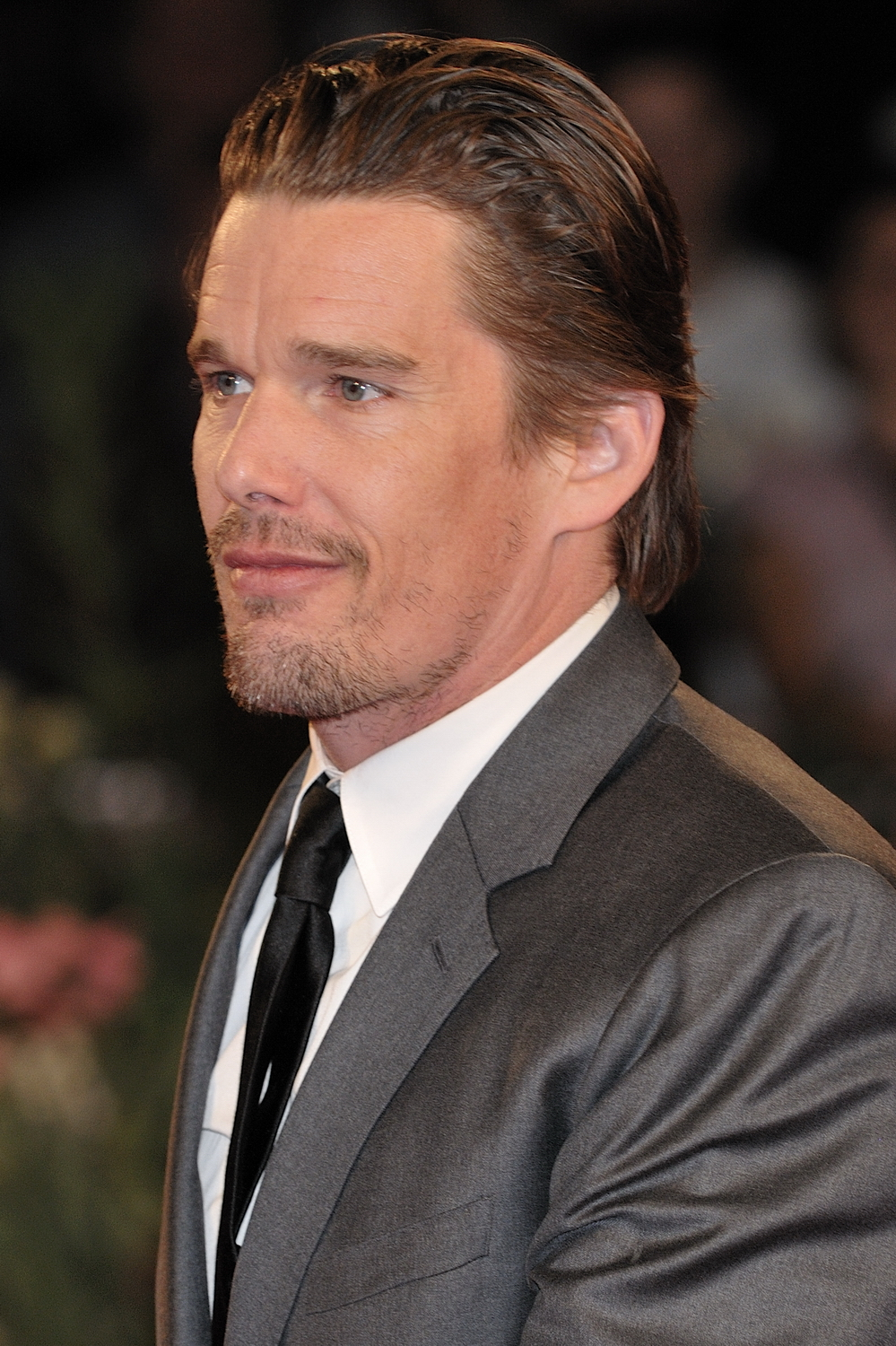
Ітан Хоук

### Монстри
У грі присутні близько п'ятнадцяти типів монстрів, з них п'ять босів. Кожній істоті притаманний певний символізм, поряд з бажанням розробників викликати у гравців відразу. Як приклад, Психорак (англ. Insane Cancer), що являє собою величезне розпухле тіло, названий так тому, що його зовнішність навіює думки про ракову пухлину. Команда Team Silent постаралася включити в гру велику кількість ворогів, щоб гравці могли насолодитися різними тактиками боротьби з ними.
При створенні монстрів розробники керувалися наступною теорією. На старовинних картинах демонів зображували з рогами, копитами та іклами з метою вселити страх, заснований на страху диких тварин. В сучасному світі людина страшиться одного — собі подібного. Артдиректор Масахіро Іто при створенні «бестіарію» використовував у своїх творах риси, близькі до людських. Їхня зброя — частини тіла.
Одним із центральних монстрів є Валтіель, чиє ім'я утворено від англ. «Valet», що в перекладі означає «Слуга». Карта Валтіеля — Маг. Він не ворожий і є прислужником, чия мета полягає у відродженні «Бога». Його можна часто застати за поворотами клапана. Творці пояснюють, що клапан являє собою прохід між паралельними світами, а обертання означає переродження. Розробники відзначають схожість Валтіеля та Пірамідоголового — «вбрання ката… ґрунтується на образі Валтіеля, ангела у місцевій релігії». До класичних монстрів серії відносяться Двоголови (англ. Double head) — власне, «пси воротарі… в пекельному світі» — і Медсестри (англ. Nurse). Вони і ряд інших чудовиськ представлені у відеогрі Silent Hill: Book of Memories як вороги.
Іншим ключовим монстром є «Бог», що візуально являє собою гіганта з обличчям Алесси і не до кінця сформованим тілом демона — кістки з місцями звислою плоттю. Наявність редукованих грудей говорить про те, що можливо правильніше називати цю істоту «Богинею». Розробники відзначають, що образ «Бога» занадто лиховісний, щоб належати тому, хто принесе рай на землю. Його поява пов'язана з силою міста, що здатна реалізувати ілюзії та приховані підсвідомі думки. Таким чином, «Бог», що є результатом чиєїсь хибної думки, є матеріалізованою ілюзією. Його карта — Око Ночі — відповідає голосному звуку івриту. Хоча в справжніх картах Таро немає такого символу, і вони відповідають тільки приголосним, її спеціально придумали творці.
Основним напрямком розробників було створення світу, «пронизаного сумнівом», де «немає ні чорного, ні білого — все відносне». Так висловився про монстрів Хіроюкі Оваку:
| Ліві лапки | У деяких філософських навчаннях говориться, що видимість необов'язково є реальністю. Те, що бачите ви і бачу я, може відрізнятися. Це ж стосується і монстрів, яких ви зустрічаєте в грі. Ось чому Вінсент дивується, коли Гізер говорить йому про монстрів... Можливо, що вони люди, такі ж, як ви. Можливо, вони навіть ваші сусіди. Це... може бути правдою, а може і не бути. | Праві лапки |

## Саундтрек

Обкладинка японської версії Silent Hill 3 Original Soundtracks

### Виробництво та випуск
Саундтрек авторства композитора Акіри Ямаоки був випущений в Японії 16 липня 2003 року, в Північній Америці — 5 серпня 2004, в Європі — 23 травня. Альбоми різняться в оформленні, крім того, в японській версії присутній бонусний трек «Rain of Brass Petals — Three Voices Edit». Враховуючи його, саундтрек містить двадцять шість композицій. Американський Original SoundTrack поширювався тільки з PS2-версією гри; європейський можна було отримати безкоштовно, замовивши Silent Hill 3 для PS2 або PC. Додатково були випущені Limited Edition — що є промо-версією альбому, яка розповсюджувалася на виставці День Геймерів 2003, а також Special Mini Sound Track, розміщений на тридюймовим диску, який входив до комплекту перших копій японської версії гри для PS2.
Альбом увійшов до колекційної збірки Silent Hill Sounds Box. Сім композицій з альбому потрапили до Universal Media Disc The Silent Hill Experience, 24 треки — до збірки Lost Memories «The Art & Music of Silent Hill». Композицію «You're Not Here» додали до відеоігор Dance Dance Revolution Extreme та Dance Dance Revolution SuperNova. Як відеоряд до треку було зрежисовано відео, в якому Гізер співає голосом Мері. На звуковий супровід композитор Акіра Ямаока витратив близько 7 місяців. У грі задіяні близько 70 хвилин музики.
Треки створені в різних стилях — індастріал, дарк-ембієнт, трип-хоп, нойз та рок. Композитор застосовував у своїх творах такі музичні інструменти, як піаніно, фортепіано, барабани, гітара, скрипка, синтезатор, мандоліна та орган. При створенні альбому використовувалися матеріали, що включають тривимірний звук. У музичних композиціях звучить вокал, жіночий —Мері Елізабет Макглінн (англ. Mary Elizabeth McGlynn) («Lost Carol», «You're Not Here», «Letter», «I Want Love») і чоловічий — у вигляді голосу Джо Ромерси (англ. Joe Romersa) («Hometown»). У записі бонус-треку взяв участь шведський гурт Interlace. Вокаліст гурту, Оскар Вілкінсон, також написав вступне слово до японської версії альбому. Речитатив Макглінн звучить у композиціях «Float Up From Dream», «Dance With Night Wind», «Breeze — In Monochrome Night», «Clockwork Little Happiness», «Walk On Vanity Ruins» та «Sun». Вважається, що поява жіночого вокалу в саундтреці пов'язана з бажанням композитора підкреслити появу тендітної дівчини як основної дійової особи.
На складову індустріального року в роботі Ямаоки вплинули такі гурти, як Killing Joke та Alien Sex Fiend. Джерело глибокої атмосфери саундтреку бере свій початок у композиціях Джорджа Уїнстона та Вангеліса. Німецьке техно в особі таких представників, як D.A.F., Nitzer Ebb та Клауса Номі, справила сильний вплив на творчість композитора. Також Акіра надихався синті-поп музикою 80-х, зокрема Міджем Юром.
Про створення альбому відомо наступне. Представники Konami звернулися до студії Magnitude 8 Post. Через неї вони зв'язалися з Джо Ромерсою, який згодом стане музичним супервайзером проекту. Оскільки Ромерса був знайомий з Макглінн, то він запропонував її кандидатуру. На прослуховування вокалісток в Лос-Анджелесі, за версією Ямаоки, прийшло понад п'ятдесят кандидаток; Ромерса ж спростував подібне твердження, заявивши, що це не більше ніж «легенда» та насправді їх було тільки шестеро. Так чи інакше, Макглінн була затверджена як основна вокалістка. Композитор, який шукав голос, що нагадує Пі Джей Харві або Ширлі Енн Менсон, був уражений, наскільки вокал Мері відповідав його уявленням.
Тексти до пісень написав Джо Ромерса. Робота проходила в США. Акіра надсилав музичний трек і висловлював ідеї щодо пісні. Прослухавши композицію, Макглінн та Ромерса обговорювали текст, вирішували, яким повинен бути бек-вокал, переробляли спірні моменти, експериментували та врешті-решт записували фінальний варіант. «У нас ніколи не було моментів непорозуміння та розбіжності у поглядах», — відзначала Макглінн. Згідно з коментарями розробників, вступна тема «You're Not Here» розповідає про почуття, які приходять з втратою близької людини; «Letter» — пісня, повна болю і надій на майбутнє; «I Want Love» — трек, що підкреслює сум та схожість долі Гізер та Дугласа; «Hometown» — композиція про історію міста, яка запам'ятовується.
При створенні музичних треків композитор шукав натхнення в емоціях, які виникають у нього при прочитанні сценарію. Він хотів створити звук, «більш схожий на дійсність, ніж на фантазію». Основу для деяких композицій було знайдена випадково — так, Акіра, переглядаючи по телевізору фільм про вуду, почув низький глибокий чоловічий голос, що вимовляє щось на зразок молитви при проведенні ритуалу. Надалі цей голос був використаний у трекові «Prayer». Звукове оформлення до серії Ямаока завжди вважав особливим, а процес його створення приносив композитору відчуття насолоди. Ямаока охарактеризував альбом як щось середнє між адаптивним та інтерактивним звучанням. Акіра так прокоментував створення альбому:
| Коли я складаю треклист саундтреку, то намагаюся розставити композиції в такому порядку, щоб альбом був не нудним. Як правило, першим треком вибираю головну тему, останнім — музику з фінальних титрів. З саундтреку до Silent Hill 3 вийшов концептуальний альбом. Я хотів, щоб слухач від початку і до кінця поринув у музику, тому спеціально для альбому дописав кілька композицій, яких не було в самій грі. У деяких з них є оповідачка, яка зв'язує всі треки в єдину історію. |

### Критика

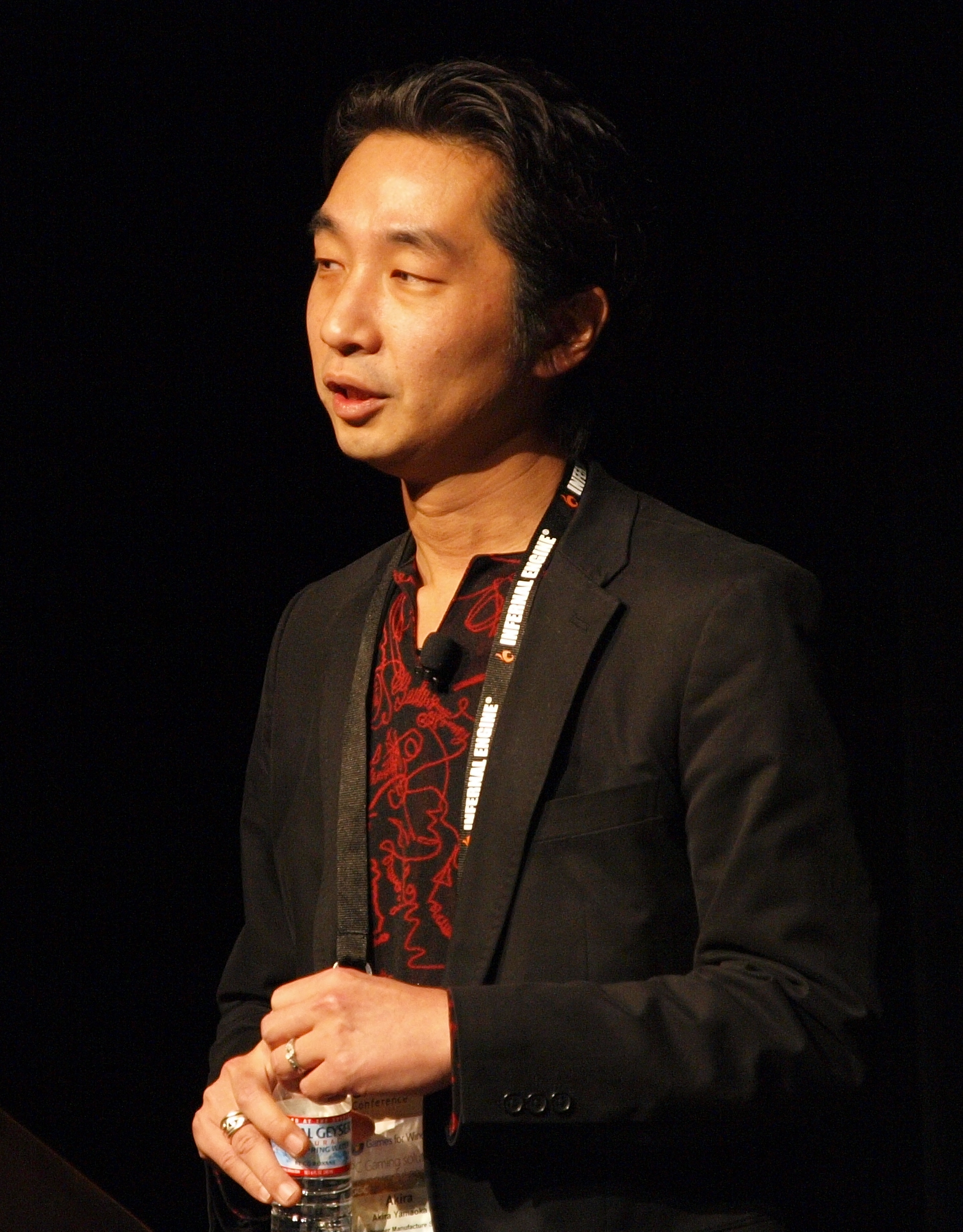
Акіра Ямаока — основний композитор серії Silent Hill

Альбом був прихильно зустрінутий критиками. Рецензент Mars від російськомовної версії порталу Game-OST висловив захоплення інноваційною роботою композитора. Позитивно відзначено тексти до пісень, унікальні через глибину прихованого в них художнього сенсу. Автор заявив, що саундтрек фактично є історією, яку розповідає Гізер, де ліричний бік супроводжує атмосферний. Особливо відзначений студійний мікс «I Want Love».
Рецензент Саймон Сміт (англ. Simon Smith) з англомовної версії Game-OST оцінив альбом у 8 балів з 10 можливих. Автор вказав, що саундтрек продовжує тенденцію, що намітилась раніше, і стає все «більш мелодійним і менш ембієнтним». Композиція «You're Not Here» охарактеризована як рок-гімн, де вокал є «ідеальним поєднанням сексу та люті». Також відзначені виняткові драматичні клавішні в «Breeze — in Monochrome Night», солодка і зла композиція «Sickness Unto Foolish Death», складна органна мелодія «Clockwork Little Happiness», похмурі гітарні в «Please Love Me… Once More», оперний чоловічий голос в «Maternal Heart», нервуючий демонійний супровід «Prayer» та диявольськи епічна пісня «Rain of Brass Petals — Three Voices Edit» у стилі дез-метал. Негативно сприйняли гнітючу композицію «I Want Love», на відміну від версії «Studio Mix». Дещо насторожено автор поставився до пісні «Hometown», що є реконструкцією оригінальної титульної теми першої частини Silent Hill, смак якої «важко відчути при першому прослуховуванні». На закінчення критик називає альбом «неймовірним твором мистецтва» — «частиною досконалості».
Співробітники ресурсу «Square Enix Music Online» дуже високо оцінили ігровий саундтрек, на який було написано три різні рецензії від трьох критиків. Кіро Хейзел (англ. Kero Hazel) відзначив схожість з попереднім альбомом — повторення, на його думку, є «єдиним прокляттям настільки витонченої музики». Позитивно охарактеризований речитатив Мері, що звучить на англійській, а не на японській мові; ритмічна композиція «Clockwork Little Happiness»; сумна мелодія з оптимістичним текстом «Letter — from the Lost Days»; дивовижний вокал в «I Want Love (Studio Mix)»; класична композиція «A Stray Child» та унікальний трек-колискова «Uneternal Sleep». Особливо були відзначені ностальгічні репризи у бік «Theme of Laura» з другого альбому і «Silent Hill» з першого. Сумарна оцінка альбому становить 9 балів із 10.
Рецензент Resk підкреслив, що прослуховування саундтреку серії Silent Hill викликає почуття тонкого артистичного дотику до атмосферної праці. Музика, на його думку, стає реальною панівною силою в грі. Критик також відзначив, що найбільш виділяються з альбому два треки — «Float Up from Dream» та «Sun», які створені в епічному, псевдобіблійському стилі. Обидва прояснюють сюжетні хитросплетіння гри; у них позитивно охарактеризовані тихий, заспокійливий голос Макглінн та приємний фоновий музичний супровід. Серед інструментальних композицій виділені такі треки, як «Please Love Me… Once More», «Dance with Night Wind» та «Walk on Vanity Ruins». Пісні зустрінуті виключно з позитивного боку — саме вони надають альбому унікальність. До нелюбимих треків рецензент відніс стандартну версію «I Want Love», а до недоречних — «Hometown» з вокалом Ромерси у стилі хеві-метал, який ніяк не співвідноситься з рештою альбому. Підсумкова оцінка — 8 балів з 10.
Критик Z-Freak зазначив, що саундтрек надав грі «страшний вимір реалізму». Примітним треком, на думку автора, є композиція «You're not Here» з дивовижним вокалом та продуманою лірикою. До найбільш помітних ембієнтних тем рецензент відніс «Breeze — In Monochrome Light», що складається з моторошної органної мелодії, яка підкріплена металевими ефектами та красивим, але сумним фортепіано. «A Stray Child» була охарактеризована як бекбітова органна композиція, в якій скрипка викликає страх, депресію та самотність. Композиція «Prayer» названа тривожною, «Flower Crown of Poppy» — хвилюючою, «Float up from Dream» — дратівливою. Підбиваючи підсумок, автор висловив думку, що саундтрек «все ще любимий», і поставив альбому 8 балів з 10.

### Список композицій
| Silent Hill 3 Original Soundtracks | Silent Hill 3 Original Soundtracks                                                 | Silent Hill 3 Original Soundtracks |
| #                                  | Назва                                                                              | Тривалість                         |
| ---------------------------------- | ---------------------------------------------------------------------------------- | ---------------------------------- |
| 1.                                 | «Lost Carol» (у виконанні Мері Елізабет Макглінн)                                  | 0:37                               |
| 2.                                 | «You're Not Here» (у виконанні Мері Елізабет Макглінн)                             | 3:46                               |
| 3.                                 | «Float Up from Dream» (з використанням речитативу Мері Елізабет Макглінн)          | 1:22                               |
| 4.                                 | «End of Small Sanctuary»                                                           | 1:42                               |
| 5.                                 | «Breeze — in Monochrome Night» (з використанням речитативу Мері Елізабет Макглінн) | 4:14                               |
| 6.                                 | «Sickness Unto Foolish Death»                                                      | 3:06                               |
| 7.                                 | «Clockwork Little Happiness» (з використанням речитативу Мері Елізабет Макглінн)   | 3:24                               |
| 8.                                 | «Please Love Me... Once More»                                                      | 1:54                               |
| 9.                                 | «A Stray Child»                                                                    | 5:28                               |
| 10.                                | «Innocent Moon»                                                                    | 1:38                               |
| 11.                                | «Maternal Heart»                                                                   | 3:02                               |
| 12.                                | «Letter — from the Lost Days» (у виконанні Мері Елізабет Макглінн)                 | 0:51                               |
| 13.                                | «Dance with Night Wind» (з використанням речитативу Мері Елізабет Макглінн)        | 5:21                               |
| 14.                                | «Never Forgive Me, Never Forget Me»                                                | 2:19                               |
| 15.                                | «Prayer»                                                                           | 1:40                               |
| 16.                                | «Walk on Vanity Ruins» (з використанням речитативу Мері Елізабет Макглінн)         | 2:44                               |
| 17.                                | «I Want Love» (у виконанні Мері Елізабет Макглінн)                                 | 2:45                               |
| 18.                                | «Heads No. 2»                                                                      | 1:13                               |
| 19.                                | «Memory of the Waters»                                                             | 1:46                               |
| 20.                                | «Rain of Brass Petals»                                                             | 3:39                               |
| 21.                                | «Flower Crown of Poppy»                                                            | 2:13                               |
| 22.                                | «Sun» (з використанням речитативу Мері Елізабет Макглінн)                          | 1:47                               |
| 23.                                | «Uneternal Sleep»                                                                  | 1:00                               |
| 24.                                | «Hometown» (у виконанні Джо Ромерси)                                               | 6:04                               |
| 25.                                | «I Want Love (Studio Mix)» (у виконанні Мері Елізабет Макглінн)                    | 4:40                               |
| 26.                                | «Rain of Brass Petals — Three Voices Edit» (у виконанні Interlace)                 | 5:01                               |
| 1:16:18                            |                                                                                    |                                    |

| Silent Hill 3 Original Soundtrack Limited Edition | Silent Hill 3 Original Soundtrack Limited Edition                  | Silent Hill 3 Original Soundtrack Limited Edition |
| #                                                 | Назва                                                              | Тривалість                                        |
| ------------------------------------------------- | ------------------------------------------------------------------ | ------------------------------------------------- |
| 1.                                                | «You're Not Here» (у виконанні Мері Елізабет Макглінн)             | 3:45                                              |
| 2.                                                | «Breeze ~ In Monochrome Night»                                     | 3:07                                              |
| 3.                                                | «Dance with Night Wind»                                            | 5:12                                              |
| 4.                                                | «Letter ~ From the Lost Days» (у виконанні Мері Елізабет Макглінн) | 3:54                                              |
| 15:58                                             |                                                                    |                                                   |

| Silent Hill 3 Special Mini Sound Track | Silent Hill 3 Special Mini Sound Track                             | Silent Hill 3 Special Mini Sound Track |
| #                                      | Назва                                                              | Тривалість                             |
| -------------------------------------- | ------------------------------------------------------------------ | -------------------------------------- |
| 1.                                     | «You're Not Here» (у виконанні Мері Елізабет Макглінн)             | 3:46                                   |
| 2.                                     | «Heads No. 1 (Unreleased)»                                         | 3:20                                   |
| 3.                                     | «Bleeze ~ In Monochrome Night»                                     | 3:07                                   |
| 4.                                     | «Letter ~ From the Lost Days» (у виконанні Мері Елізабет Макглінн) | 3:54                                   |
| 5.                                     | «Life (Unreleased)»                                                | 4:55                                   |
| 19:12                                  |                                                                    |                                        |

## Великодні яйця
У відеогрі міститься низка великодніх яєць, частина яких є відсиланням до Silent Hill 2, незважаючи на дорелізні заяви розробників, що проект ніяк не пов'язаний з попередніми відеоіграми серії.
- Туалет — сцена в туалеті альтернативного торговельного центру багато в чому нагадує аналогічну ситуацію з Джеймсом. Гізер скаже, що в унітазі щось застрягло, і запропонує витягнути, але не зробить цього, сказавши: «Ох, забудь про це. Це занадто для мене. Хто міг би навіть подумати про те, щоб зробити щось настільки огидне?!»[211][212][213]
- Лист — в апартаментах, де живе Гізер, протагоністка наступним чином прокоментує поштову скриньку: «Поштова скринька порожня. Немає ніяких листів… від померлої дружини чи будь-кого іншого. Що ж, у будь-якому разі у мене нікого немає»[214]. Ця сцена є відсиланням до сюжету Silent Hill 2, де Джеймс отримує лист від померлої дружини[167].
- Марія — в клубі Heaven's night на столі лежить плакат із зображенням жінки з довгим чорним волоссям. Напис говорить: «Повернення леді Марії! З 8 вечора 27-ого числа»[215]. Це є відсиланням до Марії, героїні другої частини[167]. Вона також зображена на обкладинці журналу, що знаходиться в палаті S1 госпіталю[165].
- Решітка — при огляді решітки на даху госпіталю Брукгевен Гізер зазначає: «Це просто звичайна решітка. Не схоже, що вона збирається ламатися і падати»[216]. Цей коментар є відсиланням до сцени, в якій Джеймс впав з даху госпіталю разом із сіткою від удару Пірамідоголового[167].
- Плакат — у торговельному центрі на стінах розміщені рекламні плакати Silent Hill 2[217].
- Комікс — на одному з рівнів можна знайти комікс за мотивами гри Resident Evil, найближчого конкурента серії, що лежить в сміттєвому відрі[165].
- Дуглас — при активації спеціального чит-коду в сцені зустрічі Гізер та Дугласа, останній переслідує протагоністку будучи одягненим лише в труси, краватку, піджак та капелюха[167].
- Фея — при повторному проходженні Гізер може зустрітися з каналізаційною феєю, яка за певних умов дарує додаткову зброю — золоту та срібну труби[167][218]. Гізер зазначає, що першу можна продати, а другою знищувати вампірів та перевертнів[219].
- Мрець — в офісній будівлі знаходиться труп Солід Снейка[164].
- Флаєр — якщо отримати вогнемет при повторному проходженні гри, напис на листівці в пекарні торговельного центру зміниться з «Crispy toasted bread right to your very door» (укр. Хрусткі тости прямо до ваших дверей) на фразу «Crispy toasted dead right to your very door» (укр. Хрусткі мерці прямо до ваших дверей)[164].

## Відгуки та популярність
| Агрегатор    | Оцінка                         |
| ------------ | ------------------------------ |
| GameRankings | 83,79/100 (PS2) 70,42/100 (PC) |
| Metacritic   | 85/100 (PS2) 72/100 (PC)       |

| Видання                  | Оцінка                     |
| ------------------------ | -------------------------- |
| 1Up.com                  | A (PS2) C (PC)             |
| AllGame                  | 2,5/5 (PS2) 2,5/5 (PC)     |
| Computer and Video Games | 7,2 (PC)                   |
| Eurogamer                | 9/10 (PS2) 5/10 (Xbox 360) |
| GamePro                  | 4,5/5 (PS2)                |
| GameRevolution           | B+ (PS2)                   |
| GameSpot                 | 8,4/10 (PS2) 7.6/10 (PC)   |
| GameSpy                  | 4/5 (PS2) 3/5 (PC)         |
| GameZone                 | 8,5/10 (PS2) 8/10 (PC)     |
| IGN                      | 8,8/10 (PS2) 9.0/10 (PC)   |

### Рейтинги
Silent Hill 3 заслужила позитивні відгуки, отримавши рейтинг 83,79 % на агрегаторі Game Rankings для PlayStation 2-версії на основі 66 оглядів і 70,42 % у версії для персональних комп'ютерів, що базується на 12 рецензіях. На сайті Metacritic сумарний рейтинг гри склав 85 балів із 100 для PlayStation 2 (на основі 41 рецензії) і 72 бали зі 100 для PC (на основі 12 оглядів). Рейтинг GameRatio PS2-версії склав 82 %, а PC-порту на 11 % менше — 71 %. Підсумовані оцінки від ресурсу GameStats розрізняються на 1,1 бала і складають 8,8 та 7,7 балів для PlayStation 2 і PC відповідно. Аналогічну ситуацію, в якій консольна версія оцінюється вище, ніж версія для персональних комп'ютерів, представляє і ресурс MobyGames, в якому 84 пункти протиставлені 77, з різницею в 7 очок.
Культ секти The Order потрапив до списку з семи «Божевільних релігій відеоігор» за версією журналу Gamesradar. Гра зайняла третє місце в рейтингу «Найдурніші сцени в жанрі survival horror» від того ж видання через поведінку монстра Заціпеніле тіло (англ. Numb body), якого прозвали «фіолетовою куркою». Silent Hill 3 зайняла п'яте місце в рейтингу «Топ-10 найстрашніших ігор» за версією ресурсу GameSpy. Гізер дісталося друге місце в чарті «П'яти крутих героїнь відеоігор» згідно з журналом «Official Xbox Magazine».

### Продажі
Silent Hill 3, при бюджеті в 3 мільйони доларів, розійшлася тиражем у 300 тисяч копій за станом на листопад 2003 року. Вона очолювала чарти продажів у Японії. Згідно з рейтингами російської преси, відеогра кілька разів потрапляла до хіт-параду топ десяти найбільш продаваних ігор: на 8 місці в Росії з відносним рейтингом в 11 балів, через місяць піднялася до 5 місця з індексом в 14 балів; потрапила на 4 місце в Японії (версія для PS2). У Великій Британії Silent Hill 3 стартувала з 7 місця, через місяць рейтинг впав на одну позицію. Крістан Рід (англ. Kristan Reed), оглядач від Eurogamer, охарактеризував комп'ютерну гру щодо її продажів як «хіт європейських магазинів». З перевиданням гри ситуація виявилася дещо іншою. Через численні скарги покупців на велику кількість помилок інтернет-магазин Amazon.com призупинив продаж Silent Hill HD Collection.

### Огляди оригінальної гри
Рецензент порталу GameSpot Тайлер Вайнгарнер (англ. Tyler Winegarner), оцінюючи PS2-версію гри, заявив, що до триквелу серія виросла в сильну франшизу, представляючи собою новий стандарт в ігровій індустрії. Повільний розвиток сюжету названо одним з невеликих недоліків проекту. Технічна складова визначена як найсильніший бік відеогри — зернисте зображення та динамічні світлові ефекти підняли планку очікувань від графіки консолі, створюючи «воістину дивовижні візуальні ефекти». Позитивно відзначено високодеталізовані моделі, текстури високої роздільності, анімація, озвучення персонажів. На думку критика, видатний звуковий супровід створює атмосферу страху та напруги, а музика додає Silent Hill 3 глибину та задумливість. На закінчення автор назвав проект гідним наступником серії, хоч і з застарілим геймплеєм, але надзвичайним темним та психологічним стилем. Оцінка — 8,4 бали із 10.
Скотт Осборн (англ. Scott Osborne), критик GameSpot, висловив думку, що Silent Hill 3 продовжує традиції серії в області створення моторошної атмосфери та незручної подачі нерозвиненої історії. У грі немає видатного геймплею, зате присутній тривожний світ, у який гравець занурюється з головою. Він також зазначив, що гра викликає почуття блювоти, але не через велику кількість крові в кадрі, а через незграбне керування та дику камеру. Гра була розроблена з орієнтацією на керування системою геймпада, що створює труднощі при використанні клавіатури. Позитивно зустрінуті головна героїня; кінематографічні ролики, засновані на рушії гри; неповторна атмосфера, що не піддається логіці; завидна майстерність перетворень звичайних, на перший погляд, локацій в альтернативні, з використанням крові, гнилі та іржі; стимулювання власної уяви для формування страху, заснованого на боязні того, чого не бачиш; саундтрек, що творить дива; можливість вибору рівня складності головоломок; деталізовані текстури та прекрасна графіка. До недоліків приписані бій, який знаходиться в зародковому стані, не найкращі головоломки та загальна байдужість Гізер як реакція на появу монстрів. Сумарна оцінка — 7,6 бали з 10.
Алан Рауш (англ. Allen Rausch), рецензент ресурсу GameSpy, охарактеризував триквел як проект, що поєднує в собі неймовірно багату атмосферу та жахливу, злегка незв'язну сюжетну лінію. Однак, поряд з ними, третя частина рясніє деякими проблемами, які властиві як всій грі в цілому, так і PC-порту зокрема. Сюжет названий одним з найсильніших аспектів відеоігри, «таємничий та непривабливий, він торкається тривожних тем», хоча критик і описав його як «непослідовний». Основний дефект в ньому — протагоністка, яка непереконлива, несимпатична, що неадекватно реагує на події, які відбуваються з нею, до того ж погано озвучена. Похвалив автор атмосферу, неймовірну виконану графіку, дивовижні звукові ефекти. Негативно поставився до якості головоломок та до системи керування. Підсумкова оцінка — 3 зірки із 5.
Дуглас Перрі (англ. Douglass Perry), критик IGN, зробив загальний висновок про те, що ігри жанру survival horror розвиваються вкрай повільно, не зазнаючи серйозних змін у механіці. Така й неймовірно жахаюча Silent Hill 3, що розповідає «історію… жаху». Рецензент відзначив, що відеогра за тривалістю коротша, ніж її попередниці. Найбільше розчарування у автора викликала дратівлива, нарочито повільна система керування. Сподобалися критику гнучка камера, якісні головоломки, рівень деталізації текстур, якісно виконана модель Гізер, гротескні монстри та звуковий супровід. Стриманіше рецензент висловився про невелику кількість відкритих майданчиків та зосередженні усієї дії в замкнутих приміщеннях, які виглядають надто знайомими. Однак, загалом і в цілому, дизайн рівнів охарактеризований позитивно. Перрі підкреслює, що оригінальних інновацій у триквелі вкрай мало, за винятком нової сюжетної лінії. Графіка Silent Hill 3 «виглядає кращою, ніж SH2, але тільки за рахунок дрібних деталей». У висновку автор висловив думку, що гра має занадто мало нових ідей, але цей недолік компенсується сюрреалістичною якістю виконання та атмосферою. Фінальна оцінка — 8,8 бали з 10.
Оглядач журналу Computer and Video Games описав ігровий процес як незмінний — «поневіряння локаціями та читання карти зазвичай приводять до головоломки або замкнених дверей, що перегороджують шлях». Критик зауважив, що єдиним прийнятним керуванням для гри є геймпад, в той час як незграбне використання миші та клавіатури негативно відбивається на геймплеї, так само, як і простакувата бойова система. Незважаючи на ці зауваження, рецензент схвально охарактеризував тривожну атмосферу, яка створює настрій приреченості; творчий підхід до ракурсів камери; огидні та химерні аберації природи, що носять титул монстрів. Амбіційний проект, на думку автора, зберігає характерні риси франшизи, але не привносить до серії нічого нового. Оцінка-7,2 бали з 10.
Крістан Рід (англ. Kristan Reed), співробітник ігрового ресурсу Eurogamer, написав відгук на PlayStation 2-версію гри, в якому заявив, що сюжет, озвучення та більшість інших аспектів проекту перевершують по своїй якості всі інші ігри в жанрі survival horror-пригод, що були випущені раніше. Сюжет, який є центральним аспектом Silent Hill 3, стає в міру проходження все тривожнішим. Ігрова атмосфера була описана як різка, зловісна та важка. Одним з найвдаліших аспектів у геймплеї рецензент назвав «пригладжений» інтерфейс та «розумну» віртуальну камеру, яка як допомагає гравцеві, показуючи йому найвигідніші ракурси, так і додає свій внесок у створення жахаючої атмосфери. Система автоприцілювання була названа якісною, а бойова складова, на думку журналіста, значно перевершує таку з серії Resident Evil. Ще одним достоїнством був названий геймплей, що дозволяє користувачам грати у Silent Hill 3 так, як вони забажають. Головоломки та система збережень були оцінені негативно: Рід описав деякі пазли як занадто лінійні і тому очевидні, а деякі області гри — як надто обмежені, що сильно полегшує пошук їх вирішення. Також рецензенту зустрілося абсолютно нелогічне завдання, яке він вирішив випадковим чином. Аудіовізуальну складову проекту журналіст оцінив у цілому позитивно, відзначивши, що зловісні графічні та звукові ефекти укупі з гнітючою атмосферою можуть завдати легкої психологічної травми деяким гравцям із багатою уявою. За словами журналіста, після закінчення гри у нього на певний час порушилися сприйняття почуттів та психологічна рівновага. У результаті Рід поставив грі оцінку в 9 балів з 10 можливих та заявив, що, хоча Silent Hill 3 не містить помітних інновацій, проте якість її сюжету, атмосфери, «фантастичних» візуальних ефектів та жахливого звуку допомагає проекту стати однією з найкращих ігор року.
Олег Ставицький, будучи критиком від журналу «Ігроманія», назвав Silent Hill 3 твором мистецтва. Відеогра, на думку автора, демонструє безпрецедентний ефект співучасті та співпереживання, заснованого на ототожненні себе з головним персонажем та первісному страхові людини перед незрозумілим. Головний компонент успіху полягає в манері оповіді — поступовому переході від нормального світу в потойбічний, де основну роль на себе беруть людські страхи. Саундтрек названий «геніальним», загальний звуковий супровід викликав питання у автора про те, кого катував Ямаока при записі звукових ефектів. Геймплей удостоївся куди більш стриманих оцінок — переходи через нескінченні двері та вирішення нудних головоломок названі слабкими боками гри. Однак кількість пазлів скоротилася, а збільшення кількості боїв і грамотно вивірений баланс сутичок «рятують ситуацію», як і атмосферність укупі з бездоганним стилем. Певні нарікання у рецензента викликало керування, що компенсувалося ускладненням проходження, а отже, і додаванням ігровому процесу адреналіну. Тільки позитивних характеристик удостоївся і графічний компонент Silent Hill 3. Заключний коментар описує триквел серії як «артхаус від світу комп'ютерних ігор». Сумарна оцінка гри становить 9 балів.

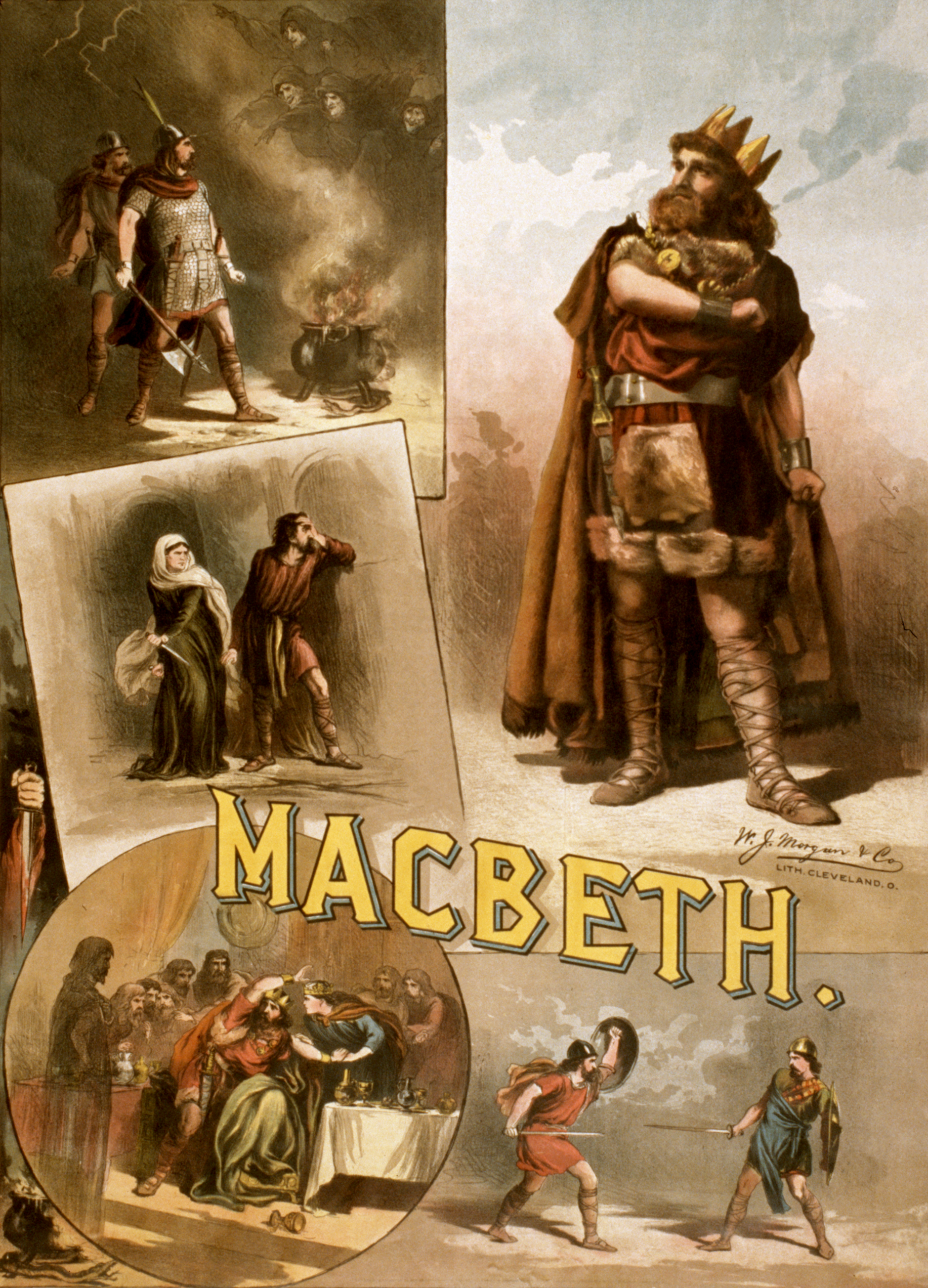
Твір Шекспіра «Макбет» необхідний для вирішення однієї із загадок. Гізер коментує, що один рядок з нього вона не може забути: «Життя — рухлива тінь, актор на сцені. Пограв, побігав, погаласував свою часину — та й пропав.»

Володимир Горячев, рецензент ресурсу Absolute Games, вкрай стримано та багато в чому негативно відгукнувся про гру. Критик засуджував відсутність атмосфери та почуття страху; незручне керування; незрозумілих як з точки зору графіки, так і геймплею ворогів; «п'яну» камеру. Не сподобалися рецензенту й одноманітні ігрові локації, велика частина яких розгортається не на просторах Сайлент Гіллу; геймплей у стилі «Смикни за всі двері»; маячні пазли та нелогічні головоломки; бездумний екшен; стерео звук і настирливий нойз. Негативно висловився автор і про персонажів: примхлива Гізер «не викликає ні краплі жалю», детектив Дуглас двомірний, фанатичка Клаудія не здатна ясно викладати думок. Озвучення назване млявим, а діалоги заклішованими. Позитивно критик висловився про відпрацьовану до дрібниць міміку, текстури високої роздільності, вміле використання тіней та кінематографічної камери. Резюме: «Замість дорослого оповідання — підліткова „страшилка“ з пласкими героями, замість нормальних адвенчурних елементів — безглузді головоломки, замість саспенсу — калюжі томатного соусу». Оцінка — 56 відсотків.
Валерій Корнєєв, оглядач журналу «Країна ігор», охарактеризував Silent Hill 3 як одну з найкращих представниць жанру. Знахідкою названий контраст між реальним та альтернативним світом. Рівень режисури, форма оповіді, художня цінність, а також революційне графічне виконання надають відеогрі статус рідкісного «твору ігрового мистецтва». Похвалив критик життєвих персонажів, деталізовані локації, страшних монстрів, витончений зв'язок з першою частиною серії, позамежну якість графіки, звуковий супровід. Однак гра все ж не ідеальна — в мінусах застаріла геймплейна модель та проблеми з позиціонуванням камери. Заключний коментар: «Silent Hill 3 занадто гарна гра, що міцно лякає, щоб її могли зіпсувати якісь умовності». Підсумкова оцінка становить 8 балів з 10, грі присвоєно статус «Золото — вибір редакції».
Костянтин Подстрєшний, рецензент журналу «Навигатор игрового мира», зазначив, що Silent Hill 3 тримає в напрузі всіма доступними засобами — починаючи анатомічними фотографіями, закінчуючи вбивством «Бога». Сюжет охарактеризований як такий, що залишає більше питань, ніж відповідей, де один діалог може перевернути зміст відеоігри з ніг на голову. Позитивно сприйняті численні великодні яйця, вражаюча графіка, опрацювання моделей, міміка, «найкращий у світі» звуковий супровід. Негативно критик сприйняв камеру, ракурси якої не завжди дають побачити ворогів, самоповтори, полегшені загадки, затягнутість першої половини гри, невелику кількість закінчень. Загалом і в цілому гра названа самодостатньою, а серія — «одна з найвидатніших за всю історію ігор». Оцінка — 9 балів з 10.
Маша Аріманова від «Game.EXE» пред'явила до гри претензії, що виражаються у відсутності підтримки звукових колонад, наявності легких загадок, стрибкоподібного непереконливого сюжету та формальних невибагливих закінчень. Позитивно зустрінута графіка, сюрреалістичні локації, фрагментарно краща, ніж в Silent Hill 2, музика, зручне керування. «Флагманський недолік SH3 — не його уривчастість та незбалансованість…, а комерційно пригладжений сюжет. Замість царства безумства — затишний попкультурний жахастик».

### Огляди HD-перевидання
| Агрегатор    | Оцінка                         |
| ------------ | ------------------------------ |
| GameRankings | 68.89/100 (PS3) 67.56 % (X360) |
| Metacritic   | 70/100 (PS3) 69/100 (X360)     |

| Видання                      | Оцінка                 |
| ---------------------------- | ---------------------- |
| Eurogamer                    | 5/10 (X360)            |
| Game Informer                | 8/10 (PS3) 8/10 (X360) |
| GameSpot                     | 7/10 (PS3)             |
| IGN                          | 9/10 (PS3)             |
| Official Xbox Magazine (США) | 7/10 (X360)            |

Оглядач сайту GameSpot Максвелл МакҐі (англ. Maxwell McGee) зауважив, що ігри серії не просто лякають, а створюють гнітюче, безжалісне почуття страху. Критик охарактеризував обидві гри як чудові. В оновлених проектах представлена мінімальна кількість змін, проте була проведена велика робота над графікою та збереженням атмосфери. МакҐі схвалив високу чіткість зображення, що дозволяє побачити дрібні деталі інтер'єрів та монстрів, які можна було легко не помітити в оригінальних іграх. Були поліпшені світлові ефекти, а темрява стала більш проникною для променя ліхтарика. До мінусів зараховані проблеми з частотою кадрів та недоречний дзвін при отриманні трофея. Рецензент також жалкував про те, що до збірки не включили четверту частину Silent Hill. Тим не менш, перевидання охарактеризоване як відмінний спосіб випробувати ранні ігри серії на сучасних консолях. Оцінка — 7 балів з 10.
Кемерон Льюїс (англ. Cameron Lewis), співробітник «Official Xbox Magazine», висловив думку, що в Silent Hill ніщо не залишається мертвим надовго. Так і перевидання ексгумує пару незабутніх пригод з історії міста. Третя гра із серії в компіляції була описана як красивіша та барвистіша, проте настільки прозаїчні місця дії проекту не залишають тієї екзистенціальної тривоги, яку створює Silent Hill 2. «Гірше того, Silent Hill в найменшій мірі зацікавлений у вигнанні ваших особистих демонів, ніж у створенні своїх власних. Сцени народження зародка бога шокують та лякають, але їм не вистачає емоційної енергії», — зазначив Льюїс. Автор схвально відгукнувся про головоломки, але негативно поставився до супроводжуваного їх бектрекінґу та важких, дратівливих боїв. Втім, критик назвав ганьбою відмову від ігор через проблеми-анахронізми. Підсумкова оцінка склала 7 балів з 10 можливих.
Друга та третя ігри серії викликали у Тіма Турі (англ. Tim Turi), оглядача Game Informer, ностальгію. Він зазначив, що й оригінальні ігри виглядали достатньо пристойно, але HD-версія оновила всі каламутні текстури та моделі персонажів, створивши тим самим чисте зображення. Розмитий туман став виглядати більш гнітючим у контрасті з чіткими вітринами магазинів та глянсовими монстрами. Автор похвалив нове озвучення, особливо заміну «жахливого голосу» детектива Дугласа. Незважаючи на два можливих варіанти керування, обидва, на думку критика, недостатньо гарні й архаїчні. Silent Hill 3 Турі назвав слабшою грою в комплектації. Оцінка перевидання склала 8 балів.
Одну з найнижчих оцінок перевидання поставив Джим Стерлінг (англ. Jim Sterling), оглядач сайту Destructoid.com, — 3 бали з 10. Критик писав, що, попри те, що друга та третя частини серії є одними з найвидатніших відеоігор в комп'ютерній хоррор-класиці, Konami зіпсувала кінцевий продукт. Оцінка обґрунтовувалася «огидно жахливою роботою» некомпетентної студії Hijinx, яка створила невдалий візуальний ряд із зайвим контрастом темряви, відсутністю або низькою якістю текстур води і низкою інших графічних помилок. Хоча Стерлінг зауважив, що з комплектації Silent Hill 3 виглядає дещо краще. Також були розкритиковані численні проблеми зі звуком. Негативно оглядач висловився і про нове озвучення головної героїні, чий голос втратив природну енергійність та індивідуальність. Робота акторів допоміжного складу, на його думку, вийшла значно краще. Стерлінг зазначав, що синхронізація озвучення з рухом губ персонажів вдавалася розробникам не завжди, а частина тексту була або повністю пропущена, або істотно змінена. Підбиваючи підсумок, автор заявив, що Silent Hill HD Collection є найбільшою образою серії.

## Екранізація
Сюжет гри екранізовано у трилері під назвою «Silent Hill: Revelation 3D». Режисером та сценаристом кінострічки виступив Майкл Бассет, який заявив, що перші ігри серії змінили ігровий світ, оскільки історія, персонажі, звуковий супровід та атмосфера були унікальні для того часу. Знімання відбувалося з березня по травень 2011 року в Торонто, Канада. Роль Гізер отримала молода 21-річна актриса Аделаїда Клеменс (англ. Adelaide Clemens), Вінсента зіграв Кіт Герінґтон, Клаудію — Керрі-Енн Мосс, Дугласа — Мартін Донован (англ. Martin Donovan), Леонарда — Малкольм МакДауел. До них також приєдналися «зірки» з першої частини — Рада Мітчелл, Шон Бін та Дебора Кара Ангер. За музичний супровід відповідає творчий тандем Акіри Ямаока та Джеффа Данни. Фільм знятий в стереоскопічному форматі. Прем'єра призначена на 26 жовтня 2012 року.

Актори та актриси
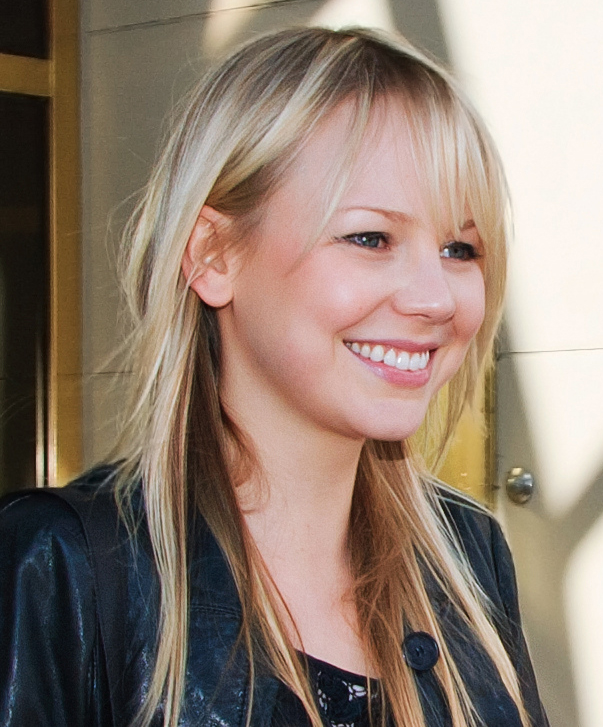
Аделаїда Клеменс
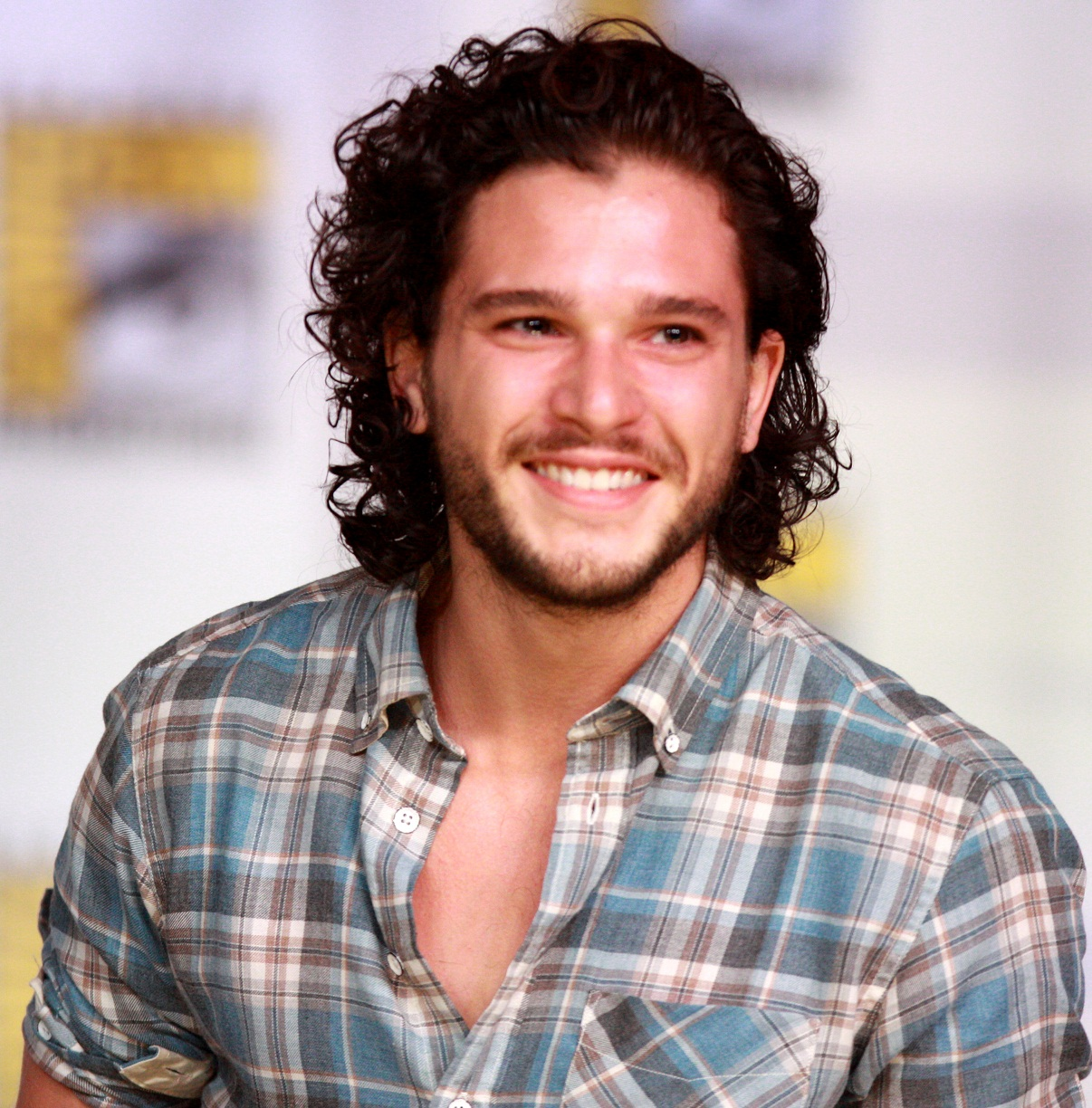
Кіт Герінґтон
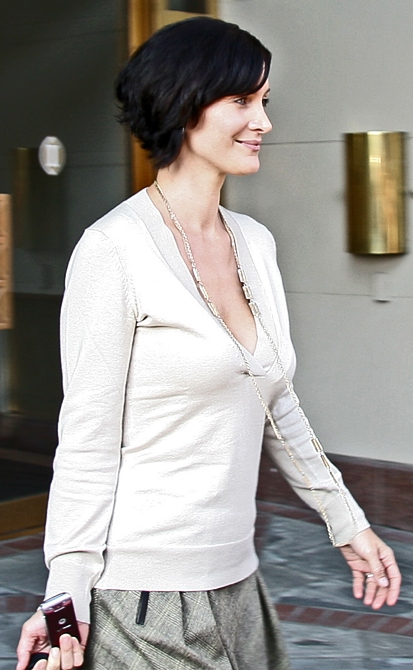
Керрі-Енн Мосс
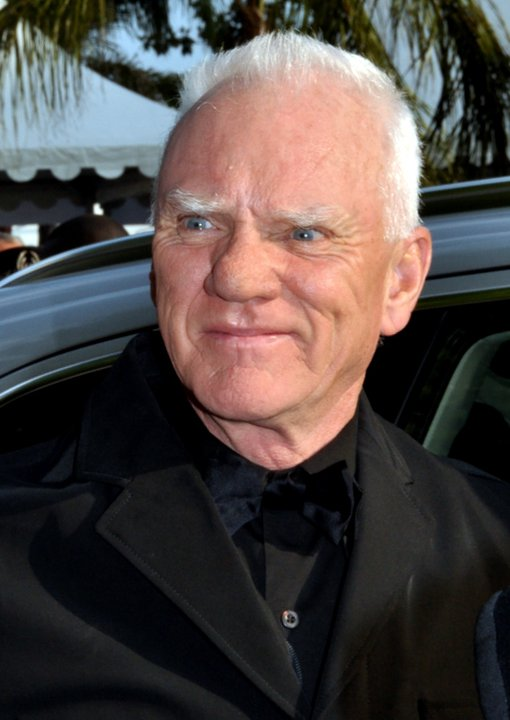
Малкольм МакДауел
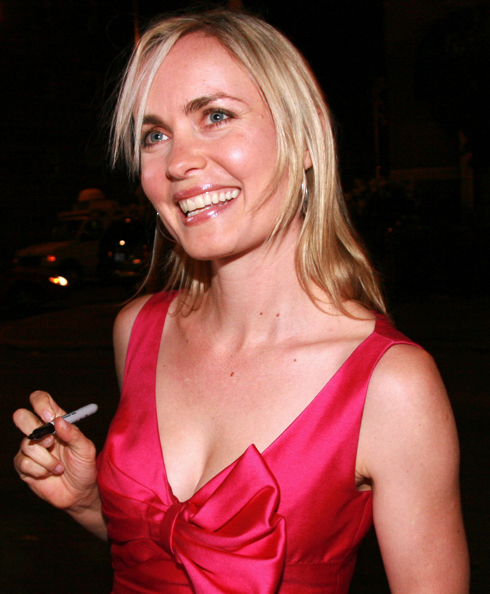
Рада Мітчелл
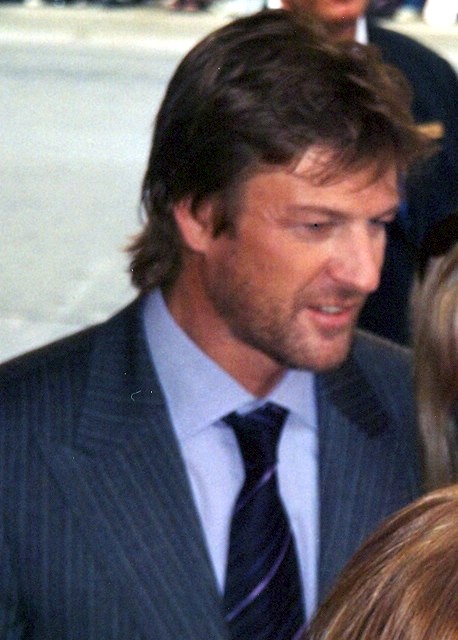
Шон Бін
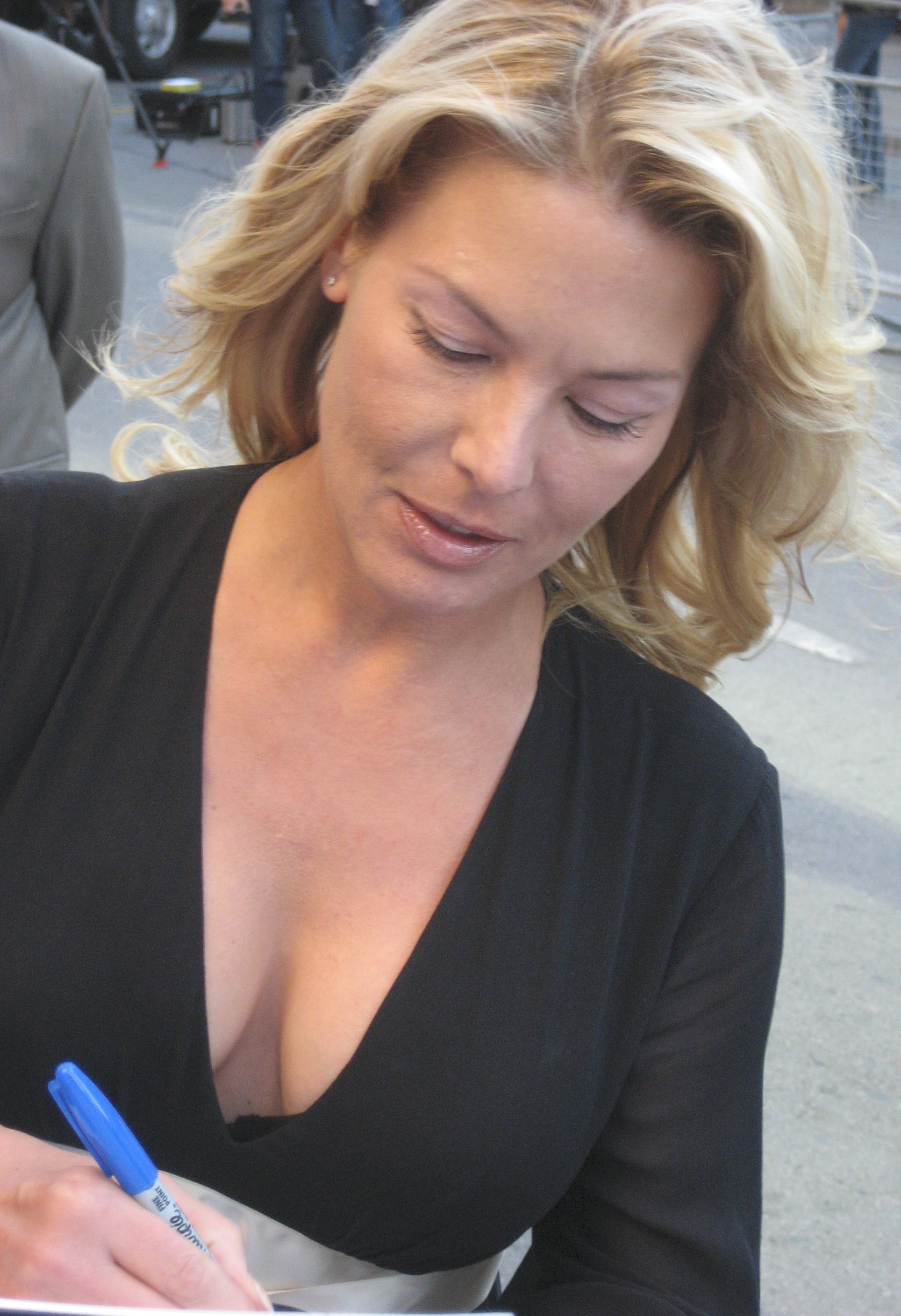
Дебора Кара Ангер
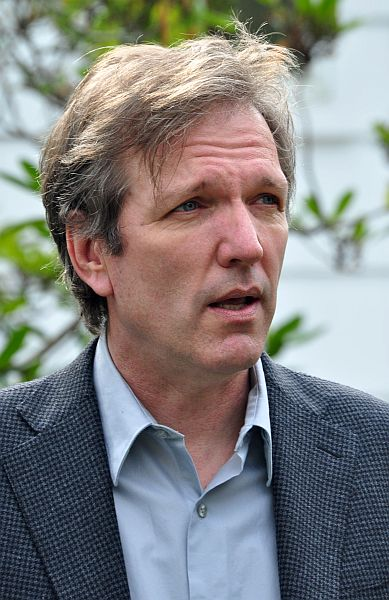
Мартін Донован